# Huaraz
Huaraz o Huarás, fundada como San Sebastián de Guarás, el 20 de enero de 1574, es una ciudad peruana, capital del distrito y provincia homónimos así como del departamento de Áncash. Se localiza al sur del Callejón de Huaylas, a una altitud media de 3050 m s. n. m. y cuenta con una población estimada de 145 000 habitantes al año 2025, siendo la segunda ciudad más poblada del departamento después de Chimbote, y una de las 25 ciudades más pobladas del país.  
Los orígenes de la ciudad se remontan a la época preinca, con el desarrollo de los primeros asentamientos humanos alrededor de los ríos Quilcay y Santa; su fundación española se llevó a cabo en 1574 como reducción de indios por el conquistador español Alonso de Santoyo y Valverde. el 20 de enero de 1574. Durante la independencia del Perú, la ciudad acogió y abasteció al ejército libertador con equipos y materiales militares, ganándose así el apelativo emblemático de «Muy generosa ciudad de Huaraz» dada por el libertador Simón Bolívar. En 1970 el 95 % de la ciudad quedó destruida por el terremoto que asoló la región Áncash en el que fallecieron aproximadamente 20 000 huaracinos; por esta razón y a partir del despliegue de la colaboración internacional que se dio para el socorro de las víctimas recibió el nombre de «Capital de la Amistad Internacional». Este suceso natural reconfiguró totalmente la distribución socioeconómica de la ciudad, que se conforma, en la actualidad, en gran parte por familias migrantes llegadas de diversos pueblos tanto del interior del departamento como de otros departamentos.
La actividad económica huaracina está basada en la minería, la agricultura, el comercio y el turismo, estos últimos son la fuente económica más importante de la ciudad. Es destacable que gran porcentaje de la infraestructura huaracina está dedicada a actividades turísticas, convirtiendo a la ciudad en un punto importante de arribo para practicantes de deportes de aventura y de alta montaña en los atractivos naturales de la Cordillera Blanca y la Cordillera Huayhuash, así como para los recorridos hacia los complejos arqueológicos de Chavín de Huántar, Huilcahuaín y la zona de los Conchucos.

## Toponimia
Las primeras investigaciones sobre la toponimia huaracina fueron realizadas por los historiadores Gonzáles y Augusto Alba Herrera en la década de 1990 sobre trabajos previos de los años 1930. Según los autores el nombre de Huaraz proviene del vocablo quechua waraq o huarac que significa "amanecer".
Se toma como referencia el nombre del asentamiento principal de los huaylas del sur: «Guarastambo», registrado como asentamiento inca por los cronistas españoles en los primeros años de la conquista. Posteriormente, con la fundación de la reducción de indios de San Sebastian de Guarás, en 1570, la toponimia se redujo a la forma «Guarás», la cual se utilizó en documentos coloniales durante más de dos siglos. Es durante la etapa republicana que la palabra deriva a Huarás o Huaraz.

## Símbolos
Escudo
El escudo de armas fue creado el 9 de marzo de 1982 mediante la resolución N.º 034-80-CPH, siendo alcalde Sr. Víctor Valenzuela Guardia; está dibujado en un estilo conocido como español-francés, en su extremo bajo ligeramente redondeadas y unidas en el centro, formando punta. Está partido en dos campos en diagonal con una bordura en el interior, donde se ven troncos y brotes de una planta y el nombre de Huaraz. Como ornamento principal lleva un casco o yelmo mirando a la derecha con visera calada. Sobre este como cimera una imagen de un ave saliendo del fuego; del yelmo salen a la derecha e izquierda rodeando el escudo, un adorno de lambrequines.
Su diseño está basado en el patrimonio natural y cultural de la provincia. Está dividido en dos partes: la parte izquierda inferior, el nevado Vallunaraju, simboliza la riqueza y belleza natural; la parte derecha superior, una casa sagrada de Wilcahuaín, simboliza la riqueza cultural e histórica de la provincia.

Descripción heráldica:
CÓNDOR: Ave altoandina que representa a la fauna, muy especial de los pueblos andinos. Es conocido como "Rey de los Andes". En Huaraz se le encuentra fácilmente en las quebradas Quillcayhuanca y Cayesh de la Cordillera Blanca. Se le ha dibujado saliendo del fuego, como si fuera un Ave Fénix mitológico que renace de las cenizas, las que representan los avatares de aluviones y terremotos de tiempos pasados en la ciudad de Huaraz y de los que siempre la población ha sabido superar.
YELMO: En este caso se utilizó el Yelmo representado en el escudo de Sebastián de Torres, que por su tipo corresponde a un recién ennoblecido. Es el paso de los españoles en la formación del poblado de de Huaraz. Sebastián de Torres fue su primer encomendero de la zona de Huaraz, por adjudicación de Francisco Pizarro.
QUENUAL: Cinco troncos con brotes de hojas verdes, representan la riqueza de la flora silvestre.
VALLUNARAJU: Nevado de la Cordillera Blanca, como símbolo de la belleza andina paisajista y recurso turístico para el montañismo; sobre fondo de un cielo azul muy especial de Huaraz. Se le puede ver desde la Plaza principal en dirección norte.
TORREÓN: Templo de Willcahuain que representa el pasado histórico pre-Inca, sobre un fondo rojo, como símbolo de la sangre de antiguas guerras y del espíritu luchador de su gente ante las adversidades.

LAMBREQUINES O TRASCOLES: Como adorno que rodean el Escudo, asemejando enredaderas floreadas, las que dan consistencia al conjunto.
https://web.archive.org/web/20191231002223/https://jcsfhuaraz.blogspot.com/2017/11/historia-del-escudo-de-la-ciudad-de.html

Bandera
La bandera utilizada por la institución municipal es azul y de forma rectangular con una proporción de 2 a 3, con el escudo de la ciudad ubicado en el centro.

## Geografía

### Ubicación
La ciudad de Huaraz se ubica al sureste de la Provincia de Huaraz, en el Departamento de Áncash. El área metropolitana abarca gran parte de los distritos de Independencia y Cercado de Huaraz. Pertenece a la Región Quechua debido a que está ubicada a 3052 m.s.n.m.
| Noroeste: Distrito de Pira     | Norte: Distrito de Jangas | Noreste: Distrito de Tarica  |
| Oeste: Distrito de La Libertad |                           | Este: Provincia de Huari     |
| Suroeste Provincia de Aija     | Sur: Distrito de Olleros  | Sureste: Provincia de Recuay |

### Orografía

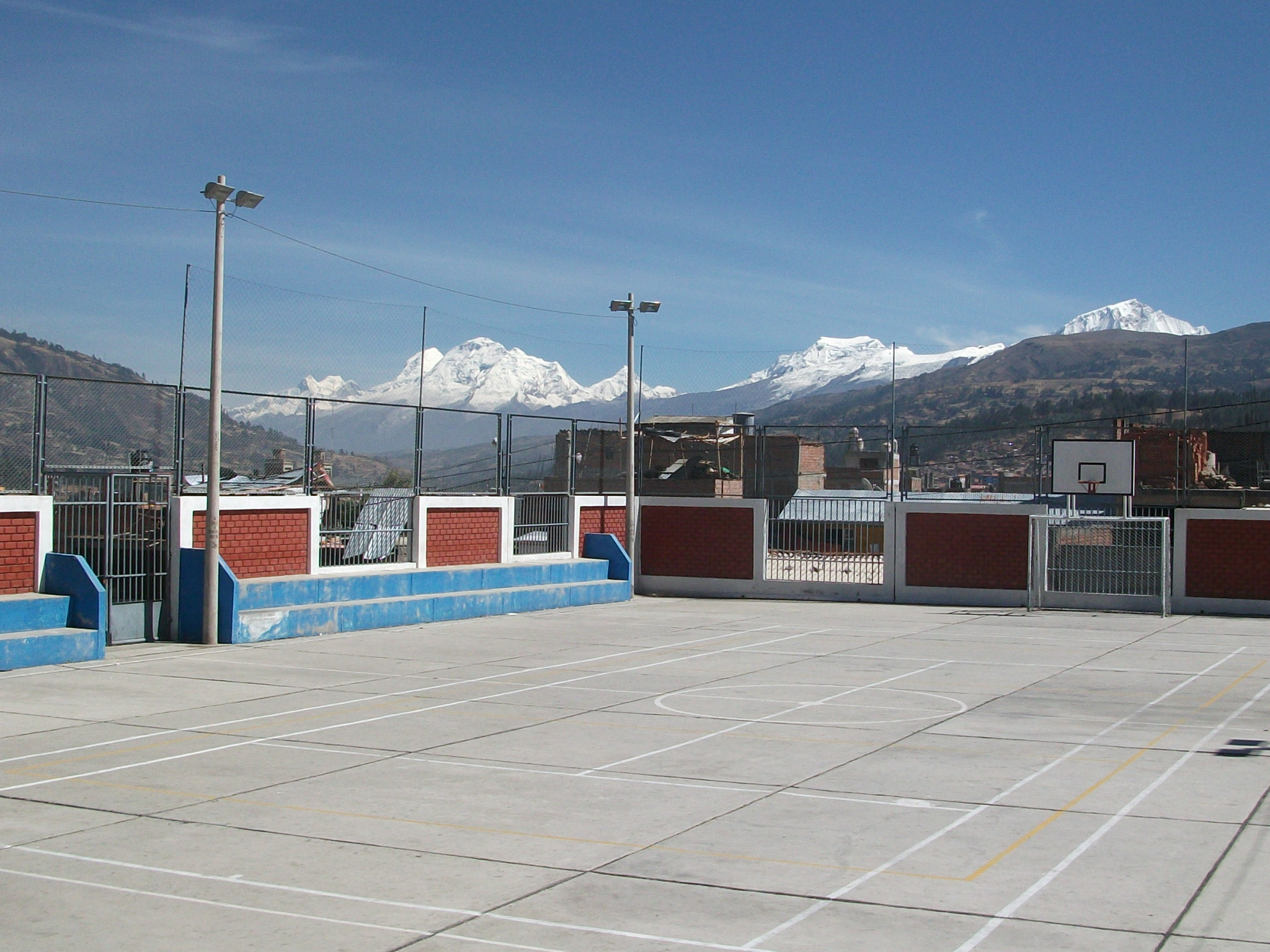
Nevados Huandoy, Huascarán y Copa ubicados al noreste de Huaraz.

El área urbana de Huaraz está localizada dentro de la cuenca del río Santa, las características del entorno de la ciudad de Huaraz corresponden a las de un valle interandino. Geográficamente, está localizada en el Callejón de Huaylas (Valle del río Santa), limitado por las cordilleras Blanca y Negra, cuyo río principal es el Santa que la atraviesa por la margen izquierda de sur a norte y el río Quillcay que la cruza de este a oeste.

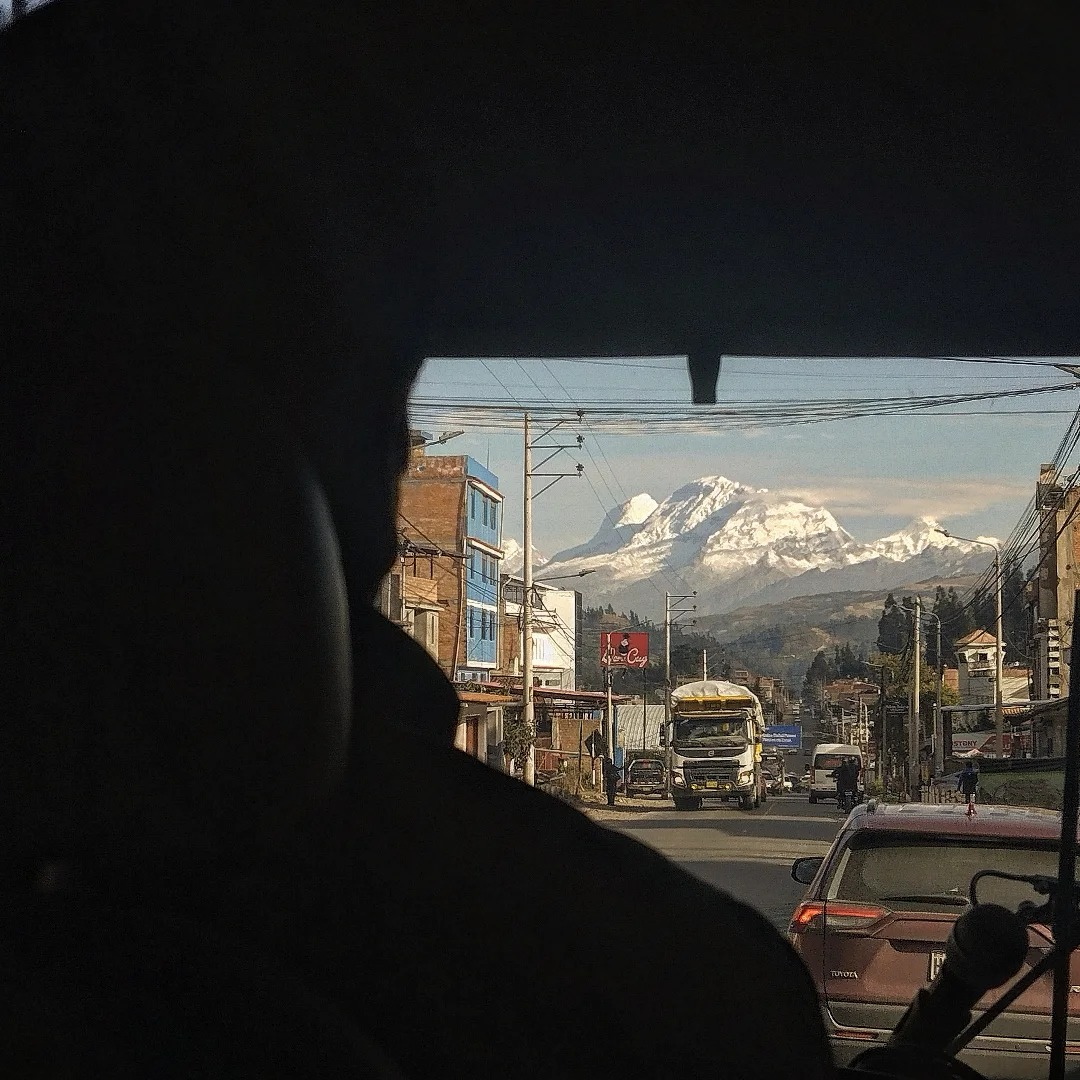
Cordillera blanca desde el transporte público en Huaraz - Perú

El territorio alrededor de Huaraz es de topografía heterogénea, montañosa y abrupta, las pendientes existentes alrededor de la ciudad varían de 2 % a 25 % en la zona central, y de y 15 % a 45 % en la zona periférica. La Cordillera Blanca (lado este) presenta un relieve más accidentado, con un suelo de mayor resistencia, de rocas intrusitas (tipo granito/granodiorita); y con acumulación de nieves perpetuas en las cumbres por encima de los 5000 m s. n. m. La Cordillera Negra, ubicada en la vertiente occidental es menos abrupta, con suelo menos resistente, de rocas volcánicas, y sin áreas glaciares. Es así como en el entorno inmediato de la ciudad de Huaraz predominan las rocas volcánicas, formando lomadas de relieve moderado. Existe acumulación de relleno en el relieve superficial del suelo, en todo lo que es el emplazamiento de la ciudad de Huaraz.

### Hidrografía

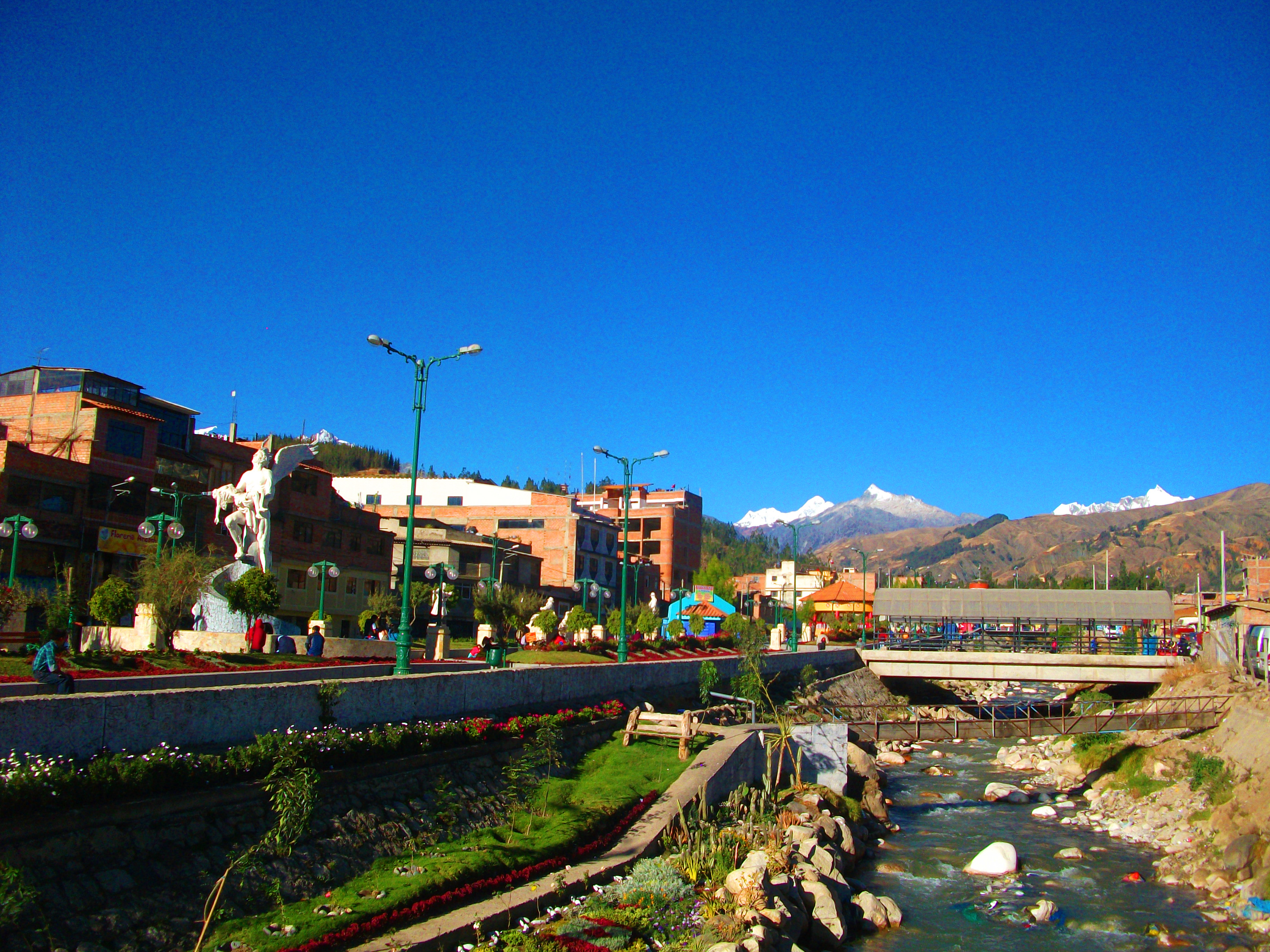
El río Quilcay atraviesa la ciudad de este a oeste para unirse con el río Santa

Huaraz posee numerosos recursos hídricos por estar ubicada en la cuenca del río Santa, uno de los más importantes en la vertiente del Océano Pacífico; que tiene sus nacientes en el nevado Tuco al sur de la Cordillera Blanca, que vierte sus aguas sucesivamente a las laguna de Aguash y Conococha; de esta última salen las aguas con el nombre de río Santa, que recorre de sur a norte, formando el valle denominado Callejón de Huaylas, cuya población se concentra en ciudades importantes ubicadas en su margen derecha: Huaraz, Carhuaz, Yungay y Caraz a excepción de Recuay que se halla en la margen izquierda. Este río recibe la afluencia de 23 ríos importantes de la Cordillera Blanca hasta llegar a la Central Hidroeléctrica del Cañón del Pato.
La casi totalidad de sus afluentes tienen su origen en lagunas y glaciares de la Cordillera Blanca que descargan sus aguas por la margen derecha del Santa. El río Quillcay que atraviesa la ciudad de este a oeste, siendo de esta forma un límite natural entre los distritos de Cercado de Huaraz e Independencia. El río Casca atraviesa también la ciudad de este a oeste en el distrito de Independencia.
Además del sistema hídrico fluvial, existe una serie de lagunas de origen glaciar que se han formado al pie de los nevados en la Cordillera Blanca y en las punas de Conococha. Existen 296 lagunas de las cuales un gran número se localiza a más de 4000 metros de altitud y la de Ishirica a 5000 m s. n. m. La mayoría de ellas están ubicadas en el parque nacional Huascarán.

### Clima
Huaraz presenta un clima templado de montaña tropical, soleado y seco durante el día y frío durante la noche, con temperaturas medias anuales entre 11 – 17 °C y máximas absolutas que sobrepasan los 21 °C. Las precipitaciones son superiores a 500 mm, pero menores a 1000 mm durante la temporada de lluvias que comprende de diciembre a marzo. La temporada seca denominada "verano andino" comprende desde abril hasta noviembre.
| Parámetros climáticos promedio de Huaraz | Parámetros climáticos promedio de Huaraz | Parámetros climáticos promedio de Huaraz | Parámetros climáticos promedio de Huaraz | Parámetros climáticos promedio de Huaraz | Parámetros climáticos promedio de Huaraz | Parámetros climáticos promedio de Huaraz | Parámetros climáticos promedio de Huaraz | Parámetros climáticos promedio de Huaraz | Parámetros climáticos promedio de Huaraz | Parámetros climáticos promedio de Huaraz | Parámetros climáticos promedio de Huaraz | Parámetros climáticos promedio de Huaraz | Parámetros climáticos promedio de Huaraz |
| Mes                                      | Ene.                                     | Feb.                                     | Mar.                                     | Abr.                                     | May.                                     | Jun.                                     | Jul.                                     | Ago.                                     | Sep.                                     | Oct.                                     | Nov.                                     | Dic.                                     | Anual                                    |
| ---------------------------------------- | ---------------------------------------- | ---------------------------------------- | ---------------------------------------- | ---------------------------------------- | ---------------------------------------- | ---------------------------------------- | ---------------------------------------- | ---------------------------------------- | ---------------------------------------- | ---------------------------------------- | ---------------------------------------- | ---------------------------------------- | ---------------------------------------- |
| Temp. máx. media (°C)                    | 17                                       | 17                                       | 17                                       | 18.1                                     | 21.1                                     | 24                                       | 27                                       | 29                                       | 26                                       | 22                                       | 18                                       | 15.6                                     | 21                                       |
| Temp. media (°C)                         | 10.5                                     | 10.5                                     | 11                                       | 12.5                                     | 13.5                                     | 15                                       | 15                                       | 17.5                                     | 16                                       | 14                                       | 11.5                                     | 10.5                                     | 13.2                                     |
| Temp. mín. media (°C)                    | 4                                        | 4                                        | 5                                        | 7                                        | 6.1                                      | 6                                        | 6                                        | 6                                        | 6                                        | 5.8                                      | 5.4                                      | 5.5                                      | 5.6                                      |
| Precipitación total (mm)                 | 103.9                                    | 83.5                                     | 173.6                                    | 186.9                                    | 31.4                                     | 1.1                                      | 6.9                                      | 0.9                                      | 8                                        | 102.2                                    | 57.8                                     | 62.1                                     | 818.3                                    |
| Fuente: Accuweather                      |                                          |                                          |                                          |                                          |                                          |                                          |                                          |                                          |                                          |                                          |                                          |                                          |                                          |

## Ecología
Flora

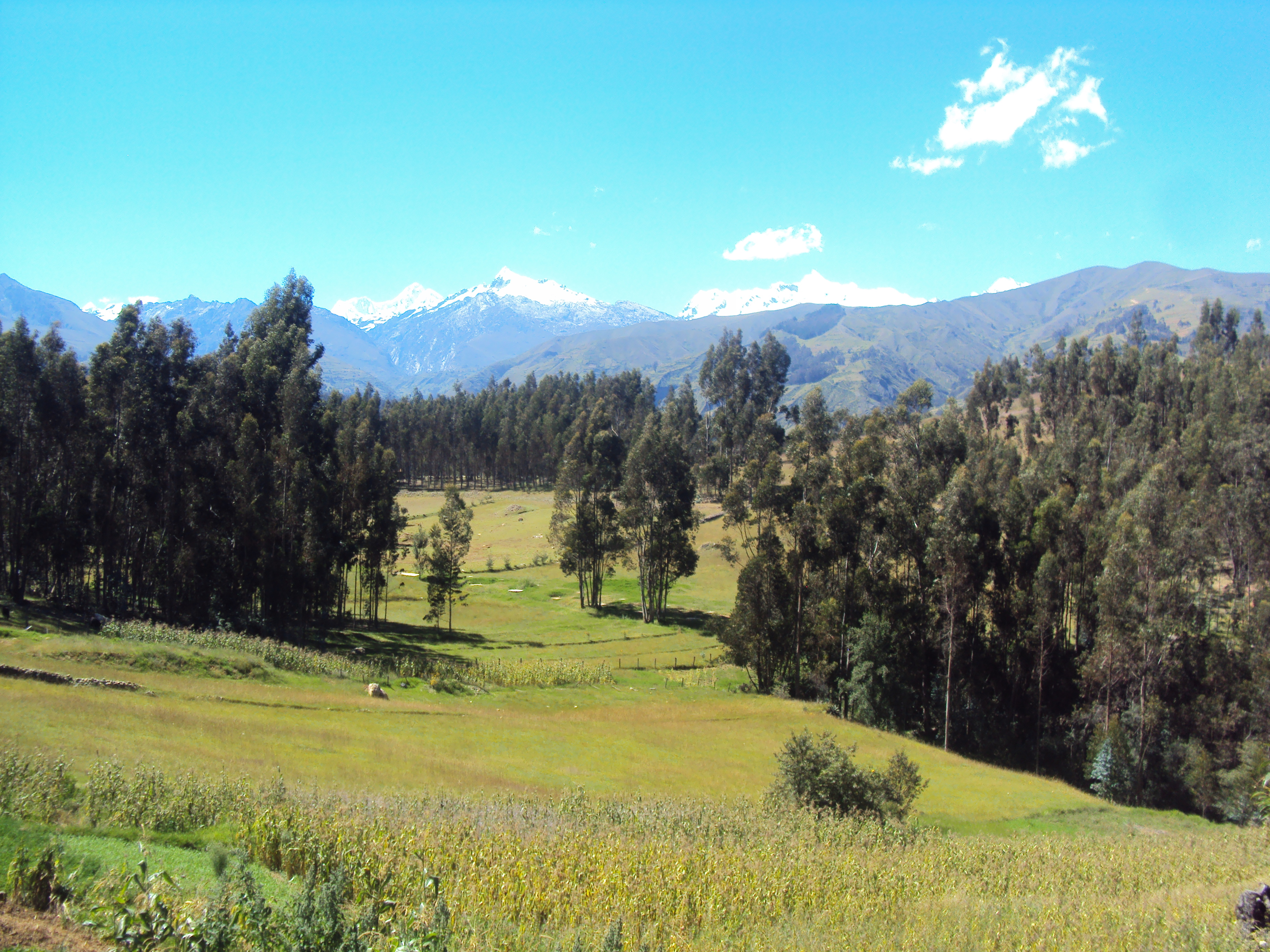
Extensas praderas y bosques de eucalipto y pinos rodean a la ciudad de Huaraz.

El territorio de Huaraz cuenta con un gran potencial de bosques y tierras para plantaciones forestales y reforestaciones entre las que destacan extensos bosques de eucaliptos y pinos, producto de la reforestación en los años 1990; cabe destacar la presencia de otros árboles en menor medida como el molle, la tara, el capuli, los queñuales, el quishuar, el nogal, el aliso, el sauce, el ciprés y la retama; la madera de estos bosques es usada para la minería, construcción de viviendas y artesanías de madera labrada.
Fauna
La fauna autóctona está compuesta por multitud de especies animales que habitan en los diferentes pisos altitudinales existentes alrededor de la ciudad. Entre los mamíferos destacan la comadreja, el mata, el gato andino, el oso de anteojos, el puma, la taruca, el venado, la vicuña en los pisos más altos, la vizcacha, el zorro, la muca.
También hay una gran diversidad de aves: rapaces como el aguilucho cordillerano, el cóndor, el pato sutro, el pato cordillerano, el jilguero, la gaviota andina; la gallareta; el picaflor, el zorzal, el gorrión andino.

## Historia

### Presencia en el antiguo Perú

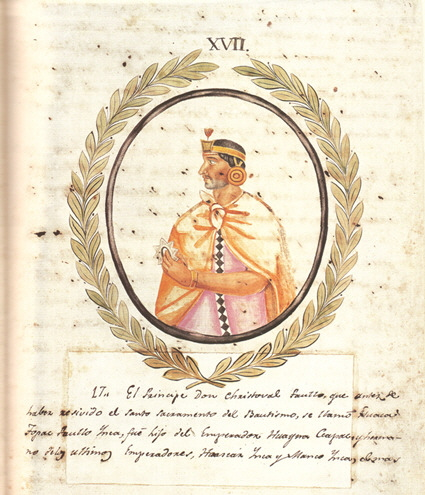
El príncipe Paullu Inca, medio hermano de Atahualpa, Huáscar y Manco Inca, hijo de Huayna Cápac y Añas Colque, curaca de la etnia Hurin Huaylas. Fue nombrado Sapa Inca por los españoles en 1537.

Según la teoría autoctonista de Julio César Tello sobre el origen de la cultura peruana, los primeros pobladores de esta región fueron los chavín, provenientes de la Amazonia que poblaron los valles del Puccha y Yanamayo. Paralelamente Max Uhle, en su teoría inmigracionista propuso que el hombre chavín provino de las protoculturas Chimú y Nazca, que a su vez serían derivadas de la cultura Maya. Cabe notar que estas teorías fueron propuestas antes del descubrimiento de la ciudad estado de Caral, al norte de Lima, la cual es mucho más antigua que la civilización chavín.
La cueva con arte rupestre de Guitarrero, ubicada al norte del poblado de Shupluy a 2580 m s. n. m., evidencia uno de los asentamientos humanos más antiguos en el Callejón de Huaylas por parte de cazadores y recolectores. El antiguo hombre del valle del Santa llegó como cazador y, posteriormente, se convirtió en sedentario, desarrollando la domesticación de plantas y auquénidos estableciéndose en lugares permanentes.
A finales del Formativo Inferior (1500 a. C.) paralelamente al nacimiento de la cultura Chavín, tras un largo período de adaptación a la geografía, los grupos recolectores de esta zona, crecidos en número, establecieron asentamientos permanentes alrededor de la cuenca del río Quilcay, ocupando el actual sitio arqueológico de Quilcayhuanca.
Es poco lo que se sabe de la historia de Huaraz antes de la llegada de los españoles al Perú. En enero de 1533 los conquistadores pasan por esta zona al mando de Hernando Pizarro con rumbo a Pachacámac, son ellos los que describen por primera vez las características de esta tierra, y dicen de ella que es fértil, con mucho ganado de la sierra y aldeas prósperas.
Sin embargo, si nos trasladamos a la época prehispánica podremos observar que hay presencia humana desde 10 000 a. C., que corresponden a la época de recolectores y cazadores, cuya muestra es la Cueva de Guitarrero frente al pueblo de Mancos. De esa etapa en adelante Huaraz tuvo que pasar por diversos cambios como la aparición de la agricultura en las zonas de Vicus y Quishqui.
Durante el Horizonte Temprano se desarrolló la cultura Chavín y posteriormente el urbanismo con el desarrollo del pueblo Waras y su centro Pumacayán. En el Horizonte Medio puede ubicarse la fase de la Cultura Recuay. Luego vino la expansión del imperio Huari que nos ha dejado importantes restos arqueológicos: Willkawain y Waullac. Finalmente, tras la desaparición del imperio Wari, llegó la etapa del gobierno Inca.
El grupo étnico huaylas abarcaba el valle del río Santa, denominado como Callejón de Huaylas, delimitado al norte por el cañón del Pato y al sur por la meseta de Conococha, que coincide con las actuales provincias de Recuay, Huaraz, Carhuaz, Yungay y la provincia de Huaylas.
Luego de una cruenta y larga campaña de resistencia contra el imperio inca en expansión liderado por Huayna Cápac, el señorío de Huaylas, confederado con los Conchucos, Piscopampas, Siguas y Huaris se rindió al sapa inca, con un alto costo. El templo más importante de los Huaylas, Pumacayán fue destruido, y en calidad de vasallaje, todos los curacas de las etnias mencionadas se vieron obligados a enviar a sus hijas con el inca para que se unieran a él en calidad de esposas secundarias.
Personajes importantes:
- Contarhuacho. Hija del curaca de Hurin Huaylas, esposa secundaria de Huayna Cápac y madre de Quispe Sisa o Inés de Huaylas, quien fuera esposa de Francisco Pizarro. Fue designada por este como curaca de Tocash y Huaylas y tuvo destacada participación durante el Cerco de Lima en agosto de 1536, enviando desde Huaylas un gran contingente de nativos que defenderían Lima aliados con los españoles del embate inca por parte de Quizu Yupanqui.
- Inés de Huaylas. Ñusta o princesa inca, hermana de Huáscar y Atahualpa, primera mujer de Francisco Pizarro y personaje destacado en la Conquista del Perú.
- Añas Colque. Hija del curaca de Hanan Huaylas, esposa secundaria de Huayna Cápac y madre de Paullu Inca.
- Paullu Inca. Príncipe inca, hijo de Añas Colque, señor de Cusco y hermano Manco Inca, señor de Vilcabamba.

### Época virreinal

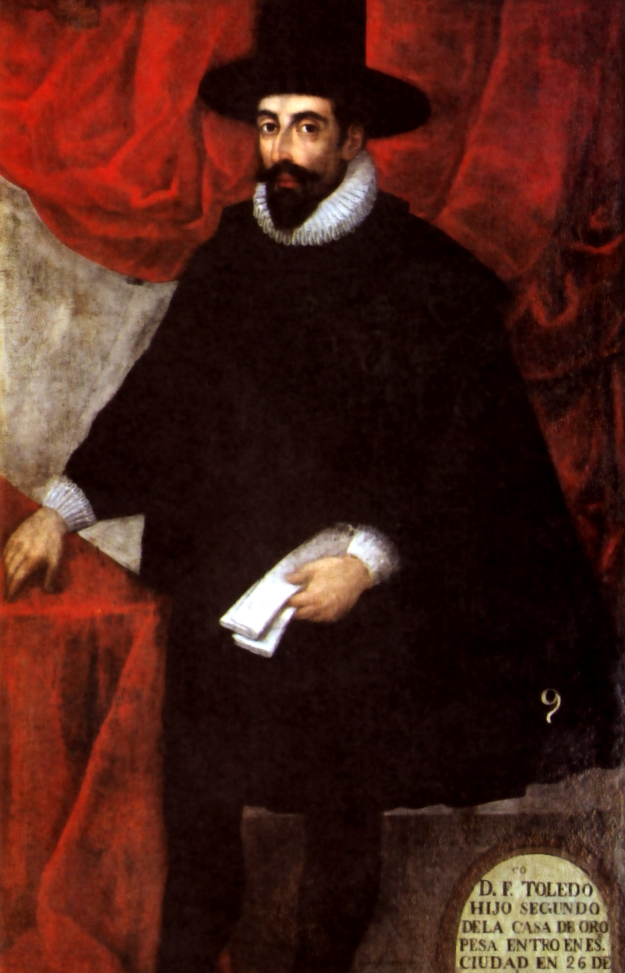
Huaraz se fundó durante el gobierno del virrey Francisco de Toledo.

En 1538 Francisco Pizarro entregó la encomienda de Huaraz al conquistador Sebastián de Torres quien resultó muerto durante la Gran Rebelión de Encomenderos en la década de 1540, pocos años después, su hijo se hizo acreedor de la encomienda de Huaylas, protagonizando un litigio contra Francisca Pizarro Yupanqui sobre la propiedad de la encomienda. En 1550 Hernando de Torres sería legitimado en la encomienda. En 1554 era cacique principal de la encomienda de Icho Huaraz, Hernando Guamán Cochache, quien tenía a su mando a ocho pachacas de 100 personas cada una.
Para 1574 el capitán Alonso de Santoyo y Valverde fundó oficialmente el pueblo con el nombre de San Sebastián de Huaraz y 14 barrios; de esta manera la encomienda quedó al mando de este militar español y sirvió principalmente como un asentamiento minero. El pueblo español se estableció en una llanura a pocos cientos de metros del santuario o huaca de Pumacayán, en torno al cual vivía la población nativa de Huaraz.
Bajo el gobierno del virrey Andrés Hurtado de Mendoza hubo un intento de urbanizar Huaraz, pero debido a lo agreste de la zona todo quedó como un proyecto.
Nada acertados estuvieron al escoger el lugar actual para fundar el pueblo de Huaraz en la desembocadura de una quebrada por su aparente relieve plano. Acaso los deslumbró la abundancia y cercanía de las aguas del río Quillcay y el acopio de árboles. Los fundadores ignoraron que no era un suelo firme sino un suelo que presentaba aguas subterráneas que tuvieron su origen a las faldas del cerro Rataquenua. Sin embargo, la ciudad pudo alcanzar un vasto desarrollo en agricultura y minería.
En 1576 el virrey Francisco de Toledo crea el corregimiento de Huaylas y designa a Huaraz como sede de este corregimiento. Cambian posteriormente los corregimientos por intendencias en vista de los abusos que cometían aquellos contra los indios.
En el año 1693 el rey Carlos II entrega licencia para fundar el convento de Jesús, María y José, ubicado en la provincia eclesiástica XII apóstoles. Este convento se terminó de edificar el año 1695, por el padre Basilio Pons en una zona pedregosa y montañosa al oeste de la ciudad de Huaraz y fue entregado en 1709 a la orden Franciscana. El convento se trasladaría después del terremoto de 1725 a la zona conocida actualmente cómo San Francisco.
El 6 de enero de 1725 ocurre un terremoto de gran magnitud que destruyó el convento, la iglesia matriz y ciertas capillas de la ciudad de Huaraz, es aquí donde el virrey Don José de Armendariz, Marqués de Castelfuerte ordena la creación de los pro-ornatos, instituciones encargadas de la reconstrucción de la zona afectada, con base en los barrios tradicionales ya establecidos en la ciudad, es decir uno para Belén, Huarupampa, La Soledad y San Francisco.

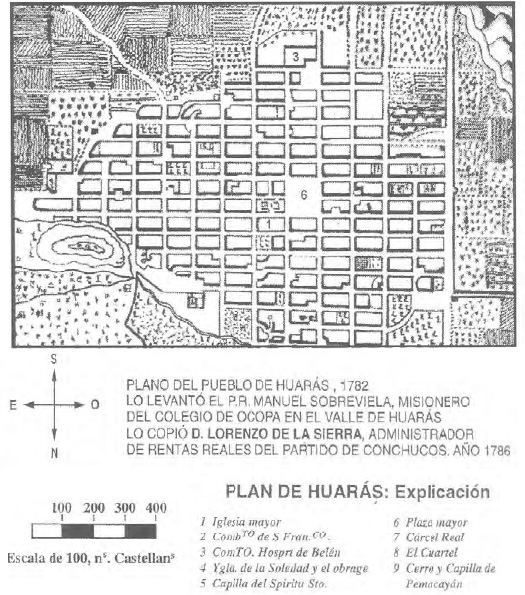
Plano de Huaraz en 1782.

El sistema impuesto por la dinastía de los Borbones sobre sus territorios en Ultramar generó una serie problemas: rebeliones por parte de los indios y los mestizos que exigían cambios en la tributación, mejoras en las industrias y libertad de comercio. Fue bajo el reinado de Carlos III cuando se originó un malestar mayor en la población, lo que trajo como consecuencia la Rebelión de las alcabalas de Huaraz en febrero de 1780.
El hecho más trascendental fue la implementación de la intendencia en 1784, dando origen a la que tuvo sede en Tarma que estuvo constituida por Huaylas, Conchucos y Huánuco. Capital de Huaylas fue el pueblo de San Sebastián de Huaraz, el cual fue propuesto para ser elevado a la categoría de Villa por el virrey Teodoro de Croix, para lo cual se dispuso la creación del Cabildo a fines de 1788 y se instaló en enero de 1789, siendo el primer alcalde Jacobo del Real.

### Vida republicana

Una procesión en Huaraz en 1907.

Establecido el cuartel general del libertador José de San Martín a mediados de octubre de 1820, envió a la ciudad los emisarios para declarar la independencia. Fue enviado Juan de la Cruz Romero quien introdujo proclamas a favor de la independencia en quechua y provocó alarma en las autoridades de la ciudad. Sin embargo, hubo dificultad para dicha proclama, por ello, es enviado el coronel Campino, quien junto con 250 hombres, proclamó la independencia en la ciudad de Huaraz. Fue elegido gobernador provisional el patriota Juan Mata Arnao.
En febrero de 1821, José de San Martín crea de modo provisional el departamento de Huaylas, teniendo como sede del presidente, General Toribio de Luzuriaga, la ciudad de Huaraz. En Huaraz organizaron, tanto Sucre como Bolívar, el ejército peruano que dio golpes finales en Junín y Ayacucho. Los huaracinos, mayoritariamente, apoyaron la expedición chilenoperuana, comandada por Manuel Bulnes, y, que venció a Santa Cruz, en la Batalla de Yungay en 1839. 
La ciudad de Huaraz fue considerada como capital del nuevo departamento de Huaylas, establecido oficialmente en junio de 1835 en el gobierno de Felipe Santiago Salaverry; prosiguió como capital del departamento de Áncash, cuando este nombre sustituye al de Huaylas, en febrero de 1839 en el gobierno de Agustín Gamarra.
En esos años iniciales de la república, la ciudad de Huaraz era además parte de la primigenia provincia llamada también Huaylas. Luego quedó como parte de la provincia de Huaraz cuando esta fue instaurada por ley del 25 de julio de 1857, en el gobierno de Ramón Castilla, junto con la nueva provincia de Huaylas, por división de la anterior provincia de este mismo nombre.
Por Decreto Supremo del 23 de enero de 1866, dentro de la provincia de Huaraz se crea los distritos de Independencia y de Restauración, en los cuales se hallaba asentada la ciudad de Huaraz.
Por Huaraz pasó el brujo de los Andes, Andrés Avelino Cáceres, a su postrera batalla de dignidad nacional, en Huamachuco. En Huaraz se realizó el inicio del levantamiento de Atusparia, en defensa de los alcaldes comunales, la desaparición del tributo indígena.
El 31 de mayo de 1970, se produjo un trágico sismo y aluvión, que devastó gran parte del Callejón de Huaylas y la costa ancashina. La ciudad de Huaraz sufrió tremendos estragos y daños, paradójicamente, esto permitió la reconstrucción y remodelación urbanística de la nueva ciudad. Dos saldos de la ayuda internacional: la autopista Pativilca-Huaraz-Caraz y construcciones de material noble. Y subsiguientemente, la presión y gestión populares consiguieron que el presidente Francisco Morales Bermúdez, crease la primera universidad de Áncash: la denominada Universidad Nacional de Áncash Santiago Antúnez de Mayolo.
Por Decreto Ley N.º 25852, publicado el 21 de noviembre de 1992, se da fuerza de ley a la creación de los distritos de Independencia y de Restauración, se define que el distrito de Independencia tiene por capital al Núcleo Urbano Centenario y que el distrito de Restauración pasa a denominarse distrito de Huaraz, teniendo por capital al Núcleo Urbano Huaraz, y se establece los límites de ambos distritos, de modo que el límite entre ellos se modifica, pasando a ser el río Quellcay, entre los Núcleos Urbanos Huaraz y Centenario, conformantes de la ciudad de Huaraz, en vez de la línea formada por los desaparecidos jirones Luzuriaga y Sucre en el Núcleo Urbano Huaraz. Por tanto, la ciudad de Huaraz actualmente sigue asentada dentro de gran parte de los distritos de Huaraz e Independencia.

## Demografía

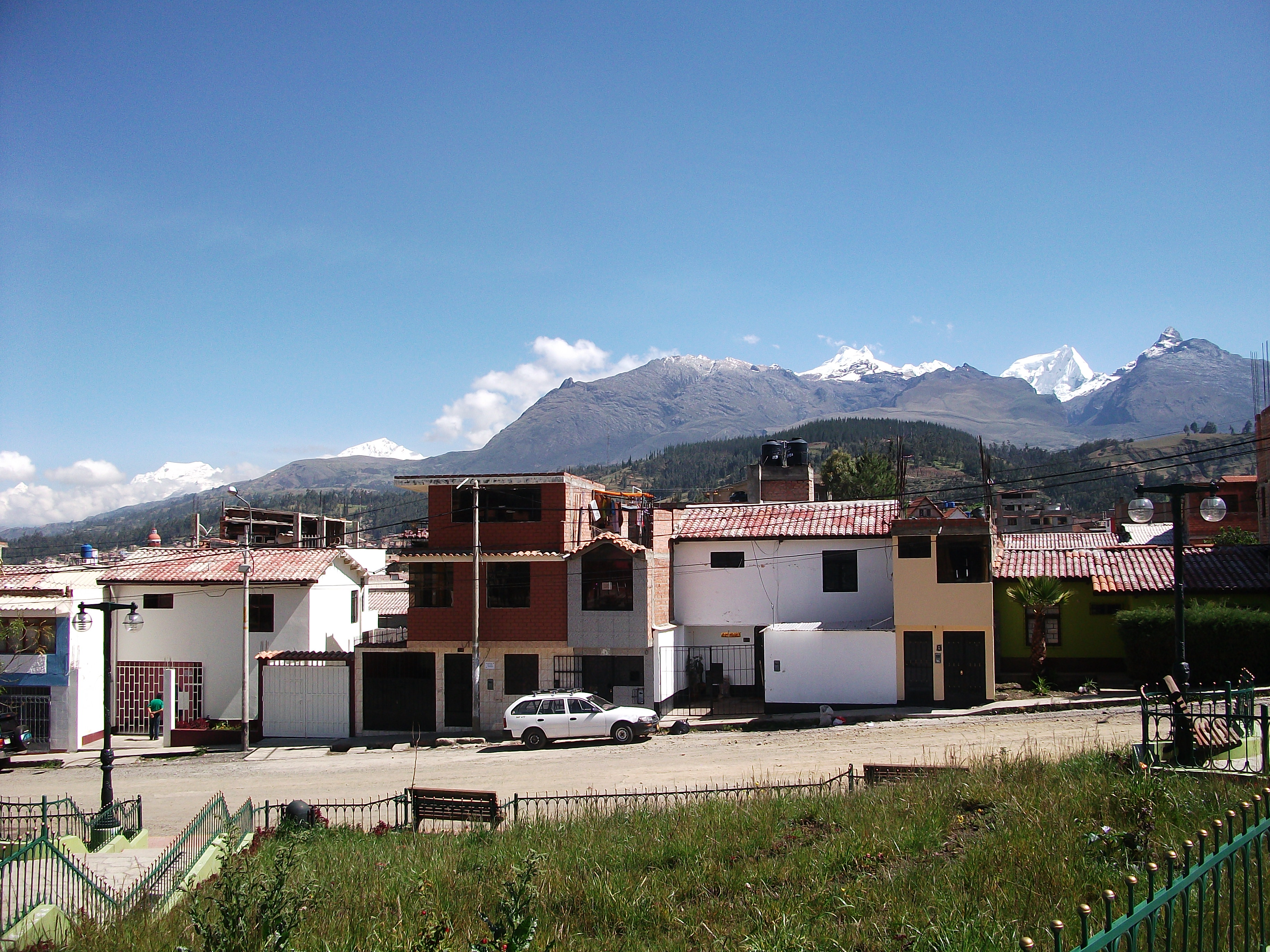
Urbanización La Soledad.

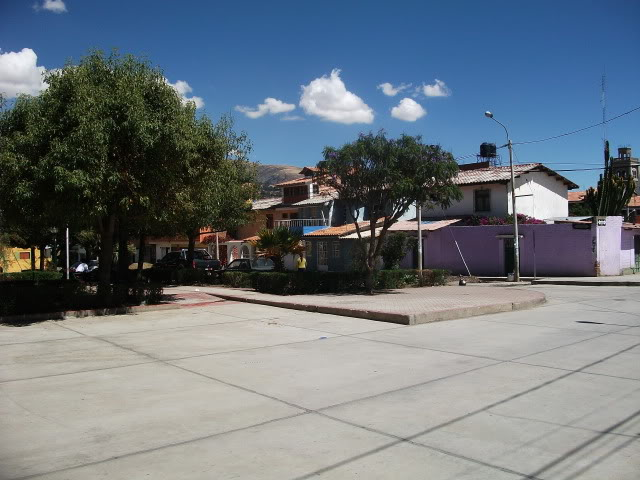
Urbanización Belén

Según proyecciones del INEI, al año 2025, la zona conurbada de Huaraz, Independencia y barrios aledaños alberga 145 000 habitantes aproximadamente.
Luego del terremoto de 1970, donde unos 20.000 huaracinos murieron, se inició una etapa de reacomodo poblacional que generó grandes oleadas de migración provenientes de otras provincias de la región y posteriormente a inicios de la década del 2000, con el inicio de operaciones de las minas Antamina y Pierina, familias de otros departamentos como Huánuco y Lima se asientan en la ciudad formando nuevos barrios.
El idioma predominante es el español en sus variantes de español andino y español estándar peruano y una buena proporción habla quechua ancashino.
| Gráfica de evolución demográfica de Huaraz entre 1842 y 2025            |
|                                                                         |
| Según los censos de población del INEI y de la municipalidad de Huaraz. |

La religión predominante en la ciudad es la cristiana. La población huaracina profesa la fe católica en un 89,06 % mientras que un 7 % es evangélica o de otra denominación protestante. Aproximadamente el 1,53 % profesa otras religiones, mientras que el 1,51 % no profesa religión alguna.

### Entidades de Población

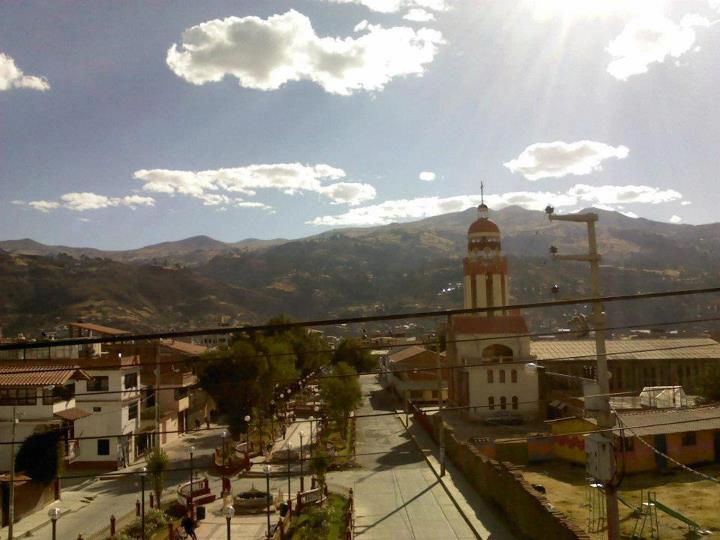
Alameda Grau vista desde el cerro Pumacayán

La ciudad está constituida por dos distritos, los que a su vez están integrados por un número indeterminado de barrios y urbanizaciones; algunos barrios se han subdividido en dos o tres partes. También continúan surgiendo nuevos asentamientos y urbanizaciones. La gran mayoría de urbanizaciones se encuentran en el Distrito de Huaraz, destacando La Soledad, Belén, Huarupampa y San Francisco, que eran los barrios tradicionales por excelencia. Posteriormente y a raíz del terremoto de 1970, durante la reconstrucción de la ciudad, y producto de las continuas migraciones hacia la ciudad, cobran importancia nuevas urbanizaciones y asentamientos, como Villón, Pedregal, Challhua, Rosas Pampa, San Jerónimo y Villasol, algunas de estas se desarrollaron sin una adecuada planificación. El distrito de Independencia cobra aún mayor importancia, destacando los barrios de Centenario, como el más extenso de la ciudad, también surgieron los barrios de Nicrupampa, Shancayán, Palmira, Patay, Vichay, Quinuacocha y Cascapampa, debido a la tendencia de expansión horizontal hacia el lado norte, existen nuevas urbanizaciones que crecen de esta forma hacia el Centro Poblado Menor de Monterrey. Posteriormente debido al auge de las mina Antamina surge la urbanización. El Pinar ubicada al noreste de la ciudad.

### Urbanismo

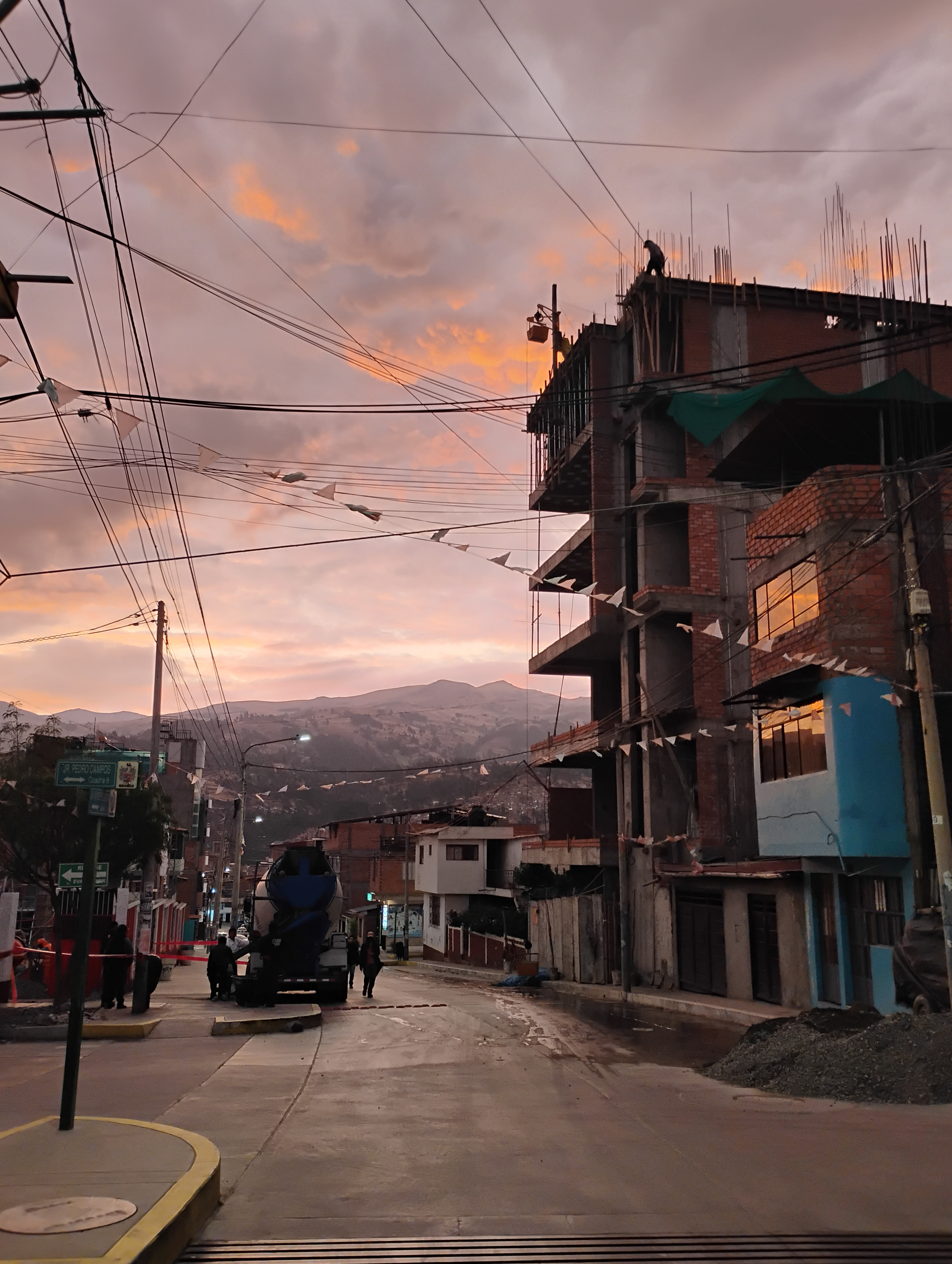
Atardecer en Huaraz en noviembre de 2024

Huaraz en sus inicios tenía una arquitectura de casas circulares, las mismas que, a la llegada de los españoles, fueron derrumbadas para dar paso a viviendas cuadriculadas, con manzanas rectangulares y calles derechas pero angostas. La Plaza Mayor, más o menos amplia, tenía localizados en su contorno la Iglesia Parroquial dedicada a San Sebastián, el Cabildo, la cárcel y el local del escribano público. El pueblo fue fundado con 4 barrios: La Soledad, San Francisco, Belén y Huarupampa, que para distinguirlos pintaban sus puertas de celeste, verde, rojo indio y gris, respectivamente. De la antigua ciudad de Huaraz, apacible y tranquila, con grandes casonas de adobe y de techo de tejas, con calles estrechas, solo queda el “Jirón José Olaya”, declarado Ambiente Urbano Monumental. El sismo de 1970 destruyó el 95 % de la ciudad y desapareció todo vestigio arquitectónico tradicional, con excepción del jirón mencionado.
Huaraz ha resurgido con una nueva fisonomía de ciudad moderna, de calles y avenidas amplias, veredas anchas y bermas centrales y jardines; ya no existe la arquitectura colonial. Al extremo Norte de la Plaza se han ubicado los edificios de servicio comunal tales como el Correo, la Comisaría, las Oficinas de la Policía y la Estación de Bomberos. En la esquina con el jirón Gamarra se ha ubicado la Prefectura y el Hotel Central Huaraz. Al este se ha ubicado la Catedral con las dependencias del Arzobispado. Así mismo, dentro de este complejo arquitectónico existen bancos y oficinas estatales.
Como ya se ha mencionado, la actual Huaraz corresponde al diseño de un planeamiento urbano moderno, tipo damero, de la firma Gunther–Seminario, que ganó el concurso para su reconstrucción.
El rápido proceso de urbanización experimentado en la ciudad de Huaraz ha contribuido desfavorablemente en la distribución espacial de la población. Se puede observar que los asentamientos Villón Bajo, Bellavista, Nueva Florida, Shancayan, Patay, Los Olivos, Vista Alegre, Rosas Pampa y Tacllan, no son el resultado de un planeamiento urbano.

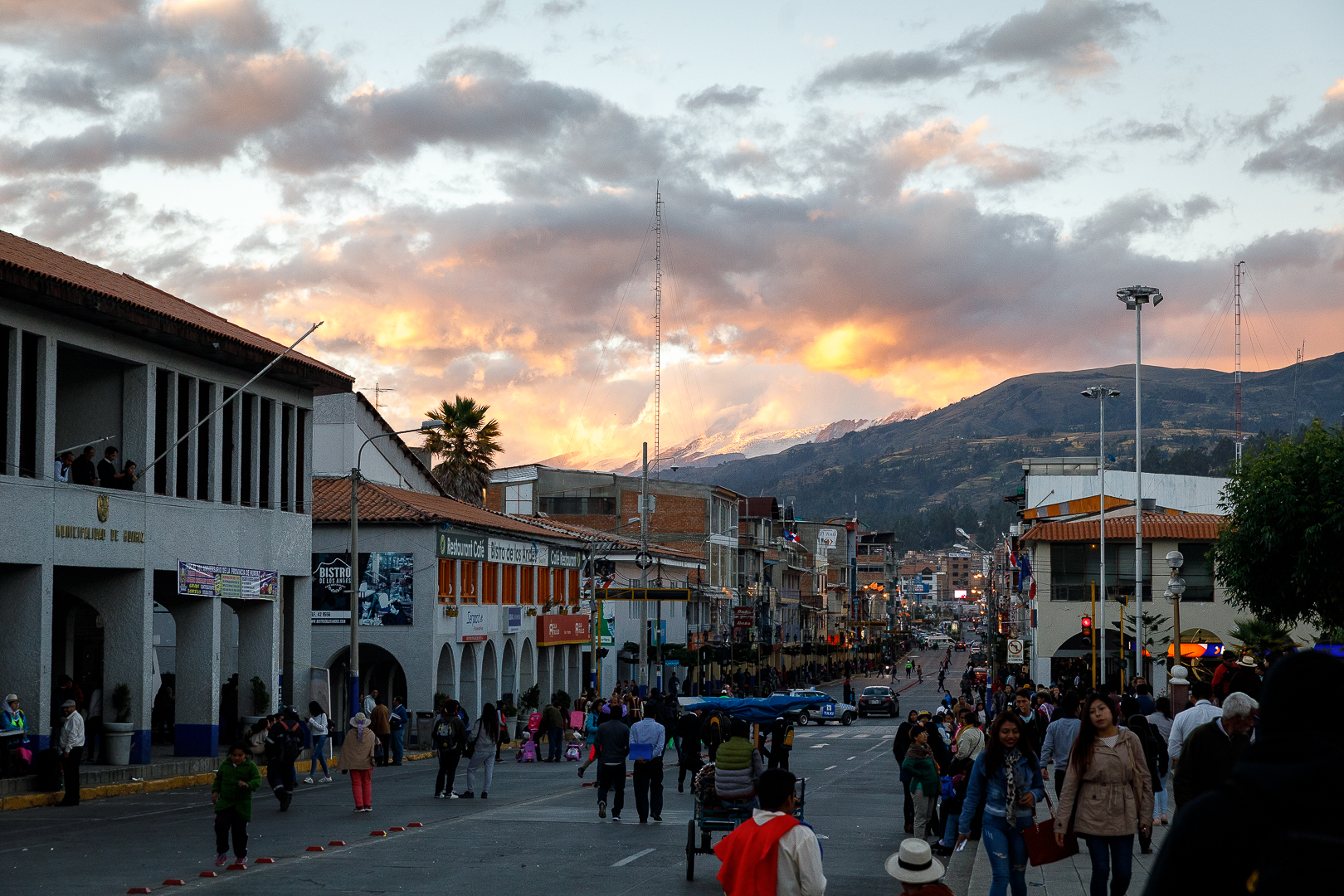
Centro de Huaraz

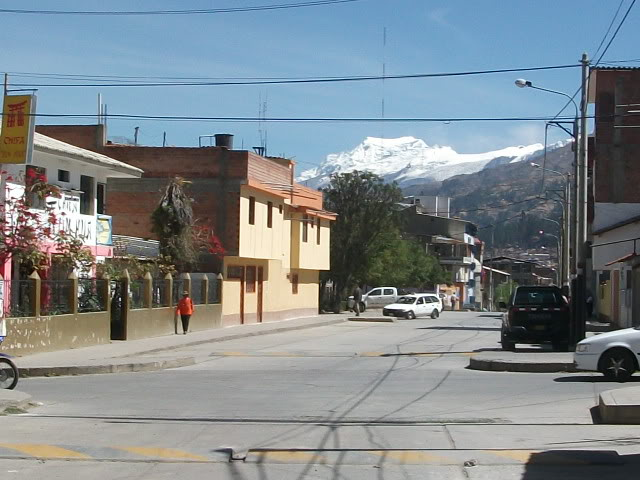
Jirón Simón Bolívar

En la ciudad predominan las edificaciones de uno y dos pisos. Solo en el casco central se observan muchos edificios de cuatro pisos o más. Por el carácter turístico de la ciudad, en el casco urbano han proliferado las ampliaciones de las viviendas, en los patios posteriores, con el fin de alquilar habitaciones o departamentos.
Se puede apreciar que la ciudad no refleja una zonificación de usos definida, observándose una mezcla de funciones, pero con predominio del uso residencial. El sistema vial no responde a un sistema debidamente jerarquizado; está conformado por las vías que se orientan en dirección norte-sur, paralelo al río Santa, y las trasversales que interconectan diferentes funciones, con una tendencia de crecimiento hacia el este.

## Política

### Administración municipal y regional
La ciudad como capital de la provincia de Huaraz es gobernada por el Gobierno Provincial de Huaraz que tiene competencia en todo el territorio de la provincia. No existe una autoridad restringida a la ciudad.
| Período           | Nombre                   | Partido político                                |
| ----------------- | ------------------------ | ----------------------------------------------- |
| 2011 - 2014       | Vladimir Meza Villarreal | M.R. Nueva E.R.A                                |
| 2015 - 2018       | Alberto Espinoza Cerrón  | M. R. Renovación Ancashina                      |
| 2019 - 2022       | Eliseo Mautino Ángeles   | Movimiento Regional Acción Nacionalista Peruano |
| 2023 - actualidad | David Rosales Tinoco     | Movimiento Regional Agua                        |

## Economía
Entre las principales actividades económicas, predomina el turismo y la minería, seguido del comercio, agricultura e industria ligera como alimentarias, textiles y manufacturas.

### Sector primario
La minería actualmente la principal actividad económica, desde la fundación de la mina Pierina en 1996, concesionada a la empresa peruano canadiense Barrick Misquichilca, Pierina es una mina a tajo abierto, que opera con camiones y cargadores. El mineral es chancado y luego es transportado por fajas sobre tierra a la zona de la cancha de lixiviación. El mineral run-off-mine es llevado directamente por camiones a una operación de lixiviación en valle tradicional. En 2011, Pierina produjo 152 000 onzas de oro a un costo de caja total de 825 $ la onza (1). Las reservas mineras probadas y probables al 31 de diciembre de 2011 eran 771 000 onzas de oro (2). El período de vida de la mina de Pierina se extendió a 2018.

### Sector secundario
En Huaraz la actividad industrial, ocupa el 13 % de la población económicamente activa, principalmente conformada por micro y medianas empresas dedicadas al rubro de las industrias alimentarias, como la elaboración de lácteos, bebidas gaseosas, cerveza, carne procesada y demás productos de origen de la actividad agropecuaria. También existen empresas dedicadas al rubro de la construcción como ladrilleras, cementeras, madereras. Asimismo, se destaca la fabricación de textiles, artesanías, manufacturas, etc. Sin embargo por el momento la actividad industrial se encuentra dispersa por toda la ciudad.
El 12 de julio de 2011 mediante el Decreto Legislativo 29751, se crea el Parque Industrial de Huaraz, donde se realizarán actividades productivas de la micro, pequeña y mediana empresa, y se generará empleo sostenible, asociatividad, desarrollo económico y social.

### Sector terciario

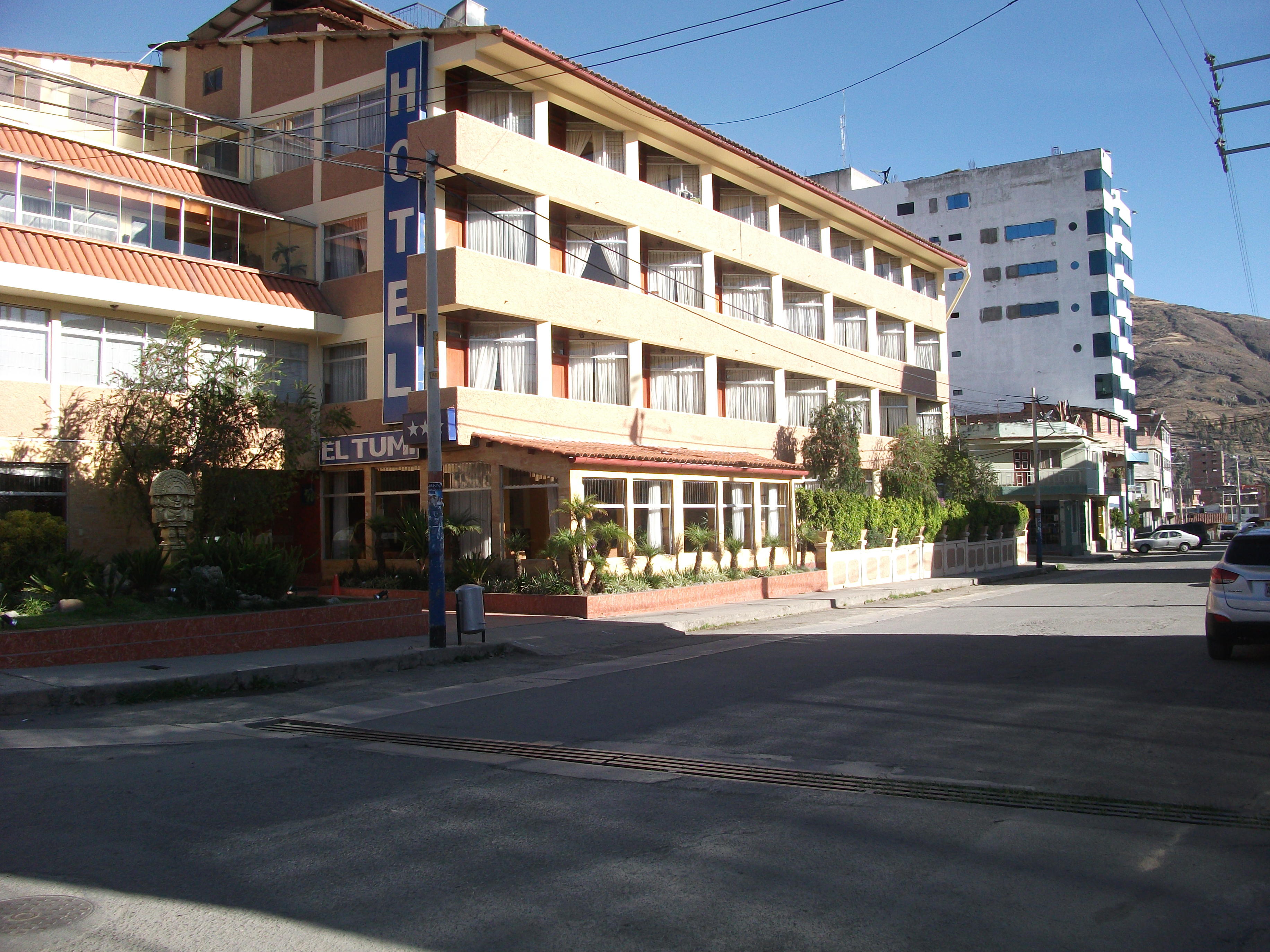
Hoteles en el Centro de Huaraz.

La ciudad de Huaraz presenta una imagen en la que predomina el comercio y los servicios.  El 50 % de la población económicamente activa se dedica a estas actividades. Se ha incrementado el comercio y la microempresa como alternativas de supervivencia para enfrentar el desempleo.  Sin embargo, la ciudad de Huaraz cuenta con fortalezas, como la importante fuerza laboral de los microempresarios, que impulsa el comercio, el turismo y la artesanía. Asimismo, la ciudad de Huaraz es la principal abastecedora de productos del Callejón de Huaylas, y desde años atrás ha sido el centro de encuentro e intercambio de la región. Así tenemos que en la distribución de la población económicamente activa, por sector de actividad, la población que se dedica al sector primario corresponde al 19 %, 13 % al secundario y 50 % al sector terciario.
El turismo es una actividad importante en la economía de la ciudad, y lo sigue siendo, ya que Huaraz y sobre todo el Callejón de Huaylas y sus alrededores, son uno de los destinos turísticos más importantes del país, recibiendo anualmente 156 830 visitantes entre nacionales y extranjeros. Huaraz como mayor centro urbano, recepciona la mayor parte de turistas, que están interesados en conocer atractivos como el Callejón de Huaylas, el parque nacional Huascarán, Chavín de Huantar, etc. A la vez que la ciudad ofrece diversos servicios turísticos como agencias de viajes, hoteles de primera categoría, así como restaurantes, centros de diversión nocturna, peñas, discotecas, por lo cual constituye un centro de operaciones para el turismo en esta zona del país.
Actualmente notorias empresas disponibles o con sede en Huaraz, son Credichavin, Caja Municipal del Santa, BBVA Continental, Interbank, Scotiabank, Banco de la Nación, Banco de Crédito del Perú,  Mibanco, RadioShack, Claro, DirecTV, Hidrandina, Movistar, Ferreyros, TopyTop, Tiendas El, Rubrix.
Mantiene además un comercio minorista basado en tiendas y supermercados, destacando Novaplaza y Trujillo Mart, además de centros de abastos que aún mantienen vigencia, principalmente el Mercado Central el cual es el más grande del Callejón de Huaylas y de la sierra ancashina, así como otros mercados más pequeños.
En el año 2007 la ciudad de Huaraz y por ende el Callejón de Huaylas, ha sido designada como “Paraíso Natural del Mundo”, en los premios Swiss Tourism Awards 2007, entregados en Lugano (Suiza).

## Transportes
Vías de acceso
Huaraz se encuentra a 407 km al norte de Lima y está conectada con esta ciudad por medio de la Carretera Panamericana Norte y el desvío a Huaraz en un viaje de ocho horas. El desvío está ubicado en Paramonga.
La carretera que parte está totalmente asfaltada, en un recorrido de 200 km, a través de la parte sur del Callejón de Huaylas, llega a Huaraz; continúa, por el curso del río Santa comunicando a la ciudad de Huaraz con las demás ciudades del Callejón de Huaylas. Este tramo forma parte de la Carretera Longitudinal de la Sierra.

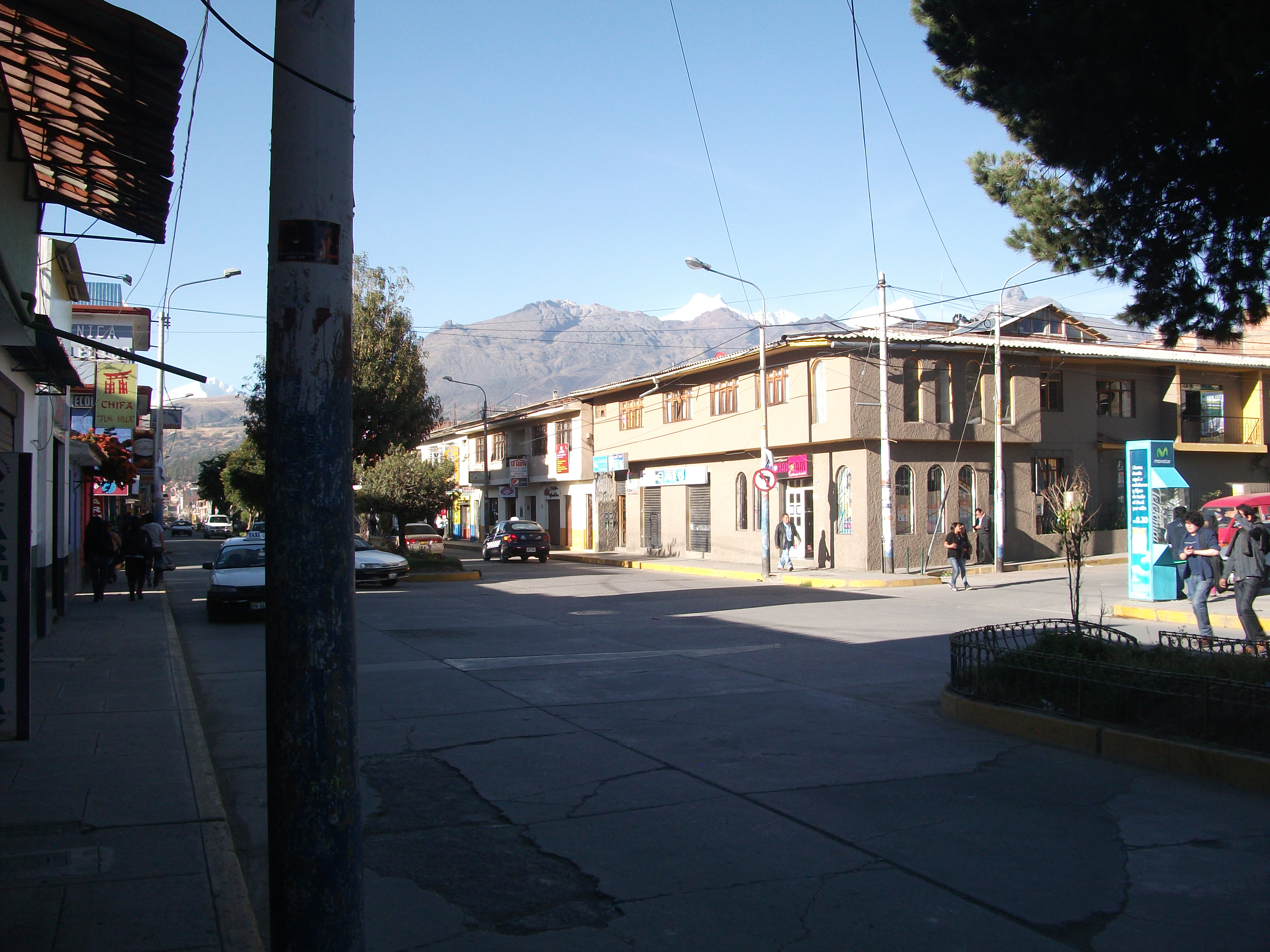
Avenida Luzuriaga

Otra ruta importante es a través de la carretera Casma-Huaraz, de 115 km de longitud, asfaltada totalmente desde la costa hasta la ciudad de Huaraz. A futuro se planea extender esta autopista como la Carretera Interoceánica del Centro, el cual comunicara la costa ancashina y por ende a la ciudad de Huaraz con Brasil.
Infraestructura vial
La estructura vial de la ciudad, se encuentra conformada por la avenida Luzuriaga, la cual es la vía principal y la que soporta la mayor carga del tráfico diario de la ciudad, atravesándola de norte a sur, con sus prolongaciones como la avenida Fitzcarrald y la avenida Centenario. Otras avenidas importantes conforman una malla vial como la avenida Raymondi, la cual cruza la ciudad de este a oeste. La avenida Gamarra y la avenida Villon son algunas de las vías principales de la ciudad. Las Avenidas Confraternidad Internacional Oeste, Este y Sur rodean la ciudad en todas sus direcciones, formando de esta manera un anillo vial que agiliza el tráfico.
Transporte urbano
El transporte urbano se encuentra jerarquizado principalmente por el transporte público y privado. El transporte público está conformado por un sistema de líneas de minibuses o vans, actualmente con paraderos establecidos. A pesar de la informalidad del sistema, se respetan los espacios y el tiempo de espera de cada unidad en los paraderos. Estas líneas tienen rutas establecidas que cruzan la ciudad de norte a sur. También existen taxis y colectivos, estos últimos cumplen casi la misma función de los minibuses, aunque no son muchos. Los taxis están señalados con cuadros azules en cada puerta, mientras que los colectivos tienen franjas azules, esto con el fin de diferenciarlos a la hora de abordarlos.

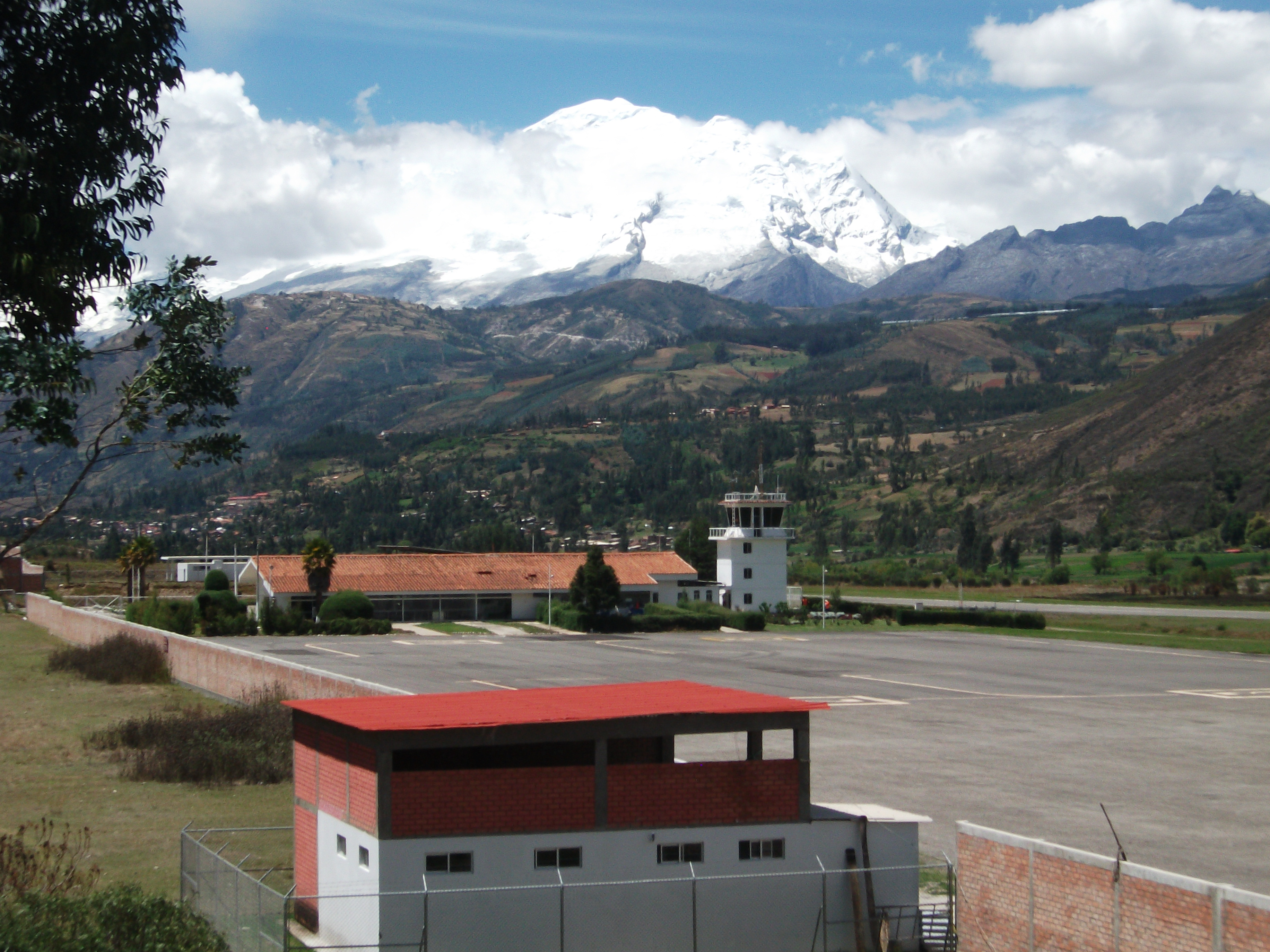
Aeropuerto Comandante FAP Germán Arias Graziani

Transporte aéreo
A 20 km al noroeste de Huaraz se encuentra el aeropuerto Comandante FAP Germán Arias Graziani, ubicado en Anta, en el cual se realiza un vuelo comercial desde y hacia la ciudad de Lima.

## Servicios públicos

### Salud
La infraestructura de salud de la ciudad de Huaraz comprende el Hospital Regional de Apoyo “Víctor Ramos Guardia”, establecimiento perteneciente al Ministerio de Salud (MINSA) que presta servicios de alta especialización diversificada. Atiende a la población urbana y rural. Por motivos de la cantidad de población y la altura el Hospital Regional de Áncash "Eleazar Guzmán Barrón" se encuentra en Nuevo Chimbote (Santa).
ESSALUD Hospital NIVEL II Huaraz, una Posta Médica, la Cruz Roja y 3 Centros Integrados de Salud, Educación y Agricultura (CISEA) ubicados en los Barrios de Huarupampa, Nicrupampa y Palmira, que prestan atención primaria de salud.
En el lugar denominado Ayajamanan, se velan a los difuntos antes de llevarlos al cementerio Presbítero Pedro García Villón.

### Educación

#### Educación inicial, primaria y secundaria
El colegio secundario más antiguo de la ciudad es el Gran Colegio Nacional La Libertad. Fue fundado por el Insigne Mariscal del Perú don José de la Mar (nacido en Cuenca, Ecuador) cuando era presidente de la República —designado el 9 de junio de 1827 por el Congreso Peruano—. La creación legal ocurre el 30 de enero de 1828, por gestión del diputado huaracino de aquel entonces, Julián de Morales Maguiña Nuna Cochachin. Dicho nombre fue otorgado por ser la ciudad de Huaraz sede transitoria del Ejército Libertador y el claustro donde se inició la enseñanza, el Cuartel General.
Este insigne colegio, es considerado el "alma mater de la Educación ancashina" porque en sus claustros educativos se formaron los más graneados de la intelectualidad regional, otorgándole a este insigne colegio, membresía y respeto, catalogándolo como uno de los principales del país.
El primer director del colegio fue el presbítero, José de María Robles Arnao, sacerdote, patriota y prócer de la Independencia, declarado "Benemérito de la Patria", él se desempeñó como Capellán del Ejército Libertador.
El colegio empezó a funcionar en el Convento de los Frailes Franciscanos, en el tradicional barrio de San Francisco, por sus claustros se han formado insignes ancashinos como el sabio Santiago Antúnez de Mayolo y el médico Eleazar Guzmán Barrón, quien participó en el estudio de aplicaciones de la energía atómica. También estudió el literato Marcos Yauri Montero, escritor laureado por la casa de las Américas.
Las letras del himno del colegio le corresponden al profesor Alejandro Dextre Sierra y la música al músico huaracino Antonio Guzmán Arenas.
Actualmente el Colegio declarado Colegio Emblemático, sigue aportando con creces a la educación y la cultura a la ciudad de Huaraz, la región y al país en general.
Educación universitaria
La promoción 1961 del Colegio Nacional "La Libertad" inició una huelga dirigida por Víctor Marcos para solicitar una Universidad. En septiembre de ese año, los barrios de Belén, Huarupampa, La Soledad, San Francisco y Centenario, apoyaron esa iniciativa.
Pasaron muchos años, hasta después del terremoto de 1970, para que se crease la Universidad Nacional de Áncash Santiago Antúnez de Mayolo (UNASAM).

### Abastecimiento
Agua potable
La Entidad Prestadora de Servicios de Saneamiento Chavín S.A. (EPS Chavín) es la empresa encargada del servicio de agua potable y alcantarillado del área central de Huaraz e Independencia, siendo las Juntas Administradoras las encargadas de las áreas periféricas.
La captación del agua potable que consume la ciudad de Huaraz se realiza de los ríos Auqui y Paria, con una capacidad de 5855 m3 y un caudal promedio de 240 l/s. que cubre la demanda actual (190 l/s) quedando un saldo positivo de 50 l/s.
Para el almacenamiento Huaraz cuenta con dos plantas de tratamiento: Marian y Bellavista y seis reservorios ubicados en Shancayan, Antauco, Batan, Pedregal, Yarcash y Los Olivos. Actualmente se está construyendo una planta de mayor capacidad.
En el presente año, la cobertura del agua potable es del 100% para la ciudad de Huaraz.
La EPS Chavín S.A., señala que en el presente año la cobertura del agua potable es de 13 367 conexiones, que representa al 74 % de población atendida (66 835 hab.), encontrándose activas el 68,6 % (62 110 hab). El 26 % restante de la población es atendida por las Juntas Administradoras.
Energía eléctrica
La Empresa Hidrandina es la encargada de la administración de la energía eléctrica en la ciudad de Huaraz. El sistema de transmisión de energía eléctrica es a través de la Central Hidroeléctrica de Huallanca, ubicada en el Cañón del Pato y el abastecimiento de energía eléctrica es a través de la subestación ubicada en Picup (margen izquierda del río Santa), cuya potencia instalada es de 5000 kW.
Con relación al nivel de cobertura, la atención con conexiones domiciliarias incluye al 100 % de la población.
Alimentos perecederos
El abastecimiento de alimentos perecederos es llevado a cabo por el Mercado Central de Huaraz, que garantiza el abastecimiento de fruta, verdura, pescado, carne, el cual también abastece al resto de ciudades del Callejón de Huaylas y de la sierra oriental de Áncash. 
Es posible encontrar en la ciudad cadenas de minimarkets, bodegas y mercados que garantizan la alimentación y distribución comercial.

## Medios de comunicación

### Radio
En la ciudad se pueden sintonizar todas las cadenas principales de radio que operan a nivel nacional y regional, a la vez se cuenta de emisoras locales que transmiten espacios o programas de actualidad y noticias locales, así como radios con programación musical. Entre las principales radios con más años en el aire y aun vigentes son: Radio Studio 97 (97.30 FM), Radio Huascarán (104.50 FM), y la ya desaparecida Radio Áncash (101.30 FM y 1190 AM), así como otras radios más recientes como: Radio Alegría, Radio Visión (ahora Chevere) y Radio Quassar. 
Entre las radios dedicadas a la información deportiva o económica figuran Radio Programas del Perú y Radio Nacional.

### Televisión
Se ha multiplicado el número de canales de televisión, se cuentan 13 canales de televisión, 5 locales y 8 nacionales; también existen canales en plataformas de pago como Cable Andino, Movistar TV, Claro TV y DirecTV.

### Prensa
Los periódicos regionales que se difunden en la ciudad son "Diario YA", "Prensa Regional" y "Diario Expresión".   
A partir de abril del 2012, salió en circulación "The Huaraz Telegraph", un periódico en idioma inglés, dirigido a los turistas y a la comunidad extranjera residente en la ciudad.

## Patrimonio

### Patrimonio cultural

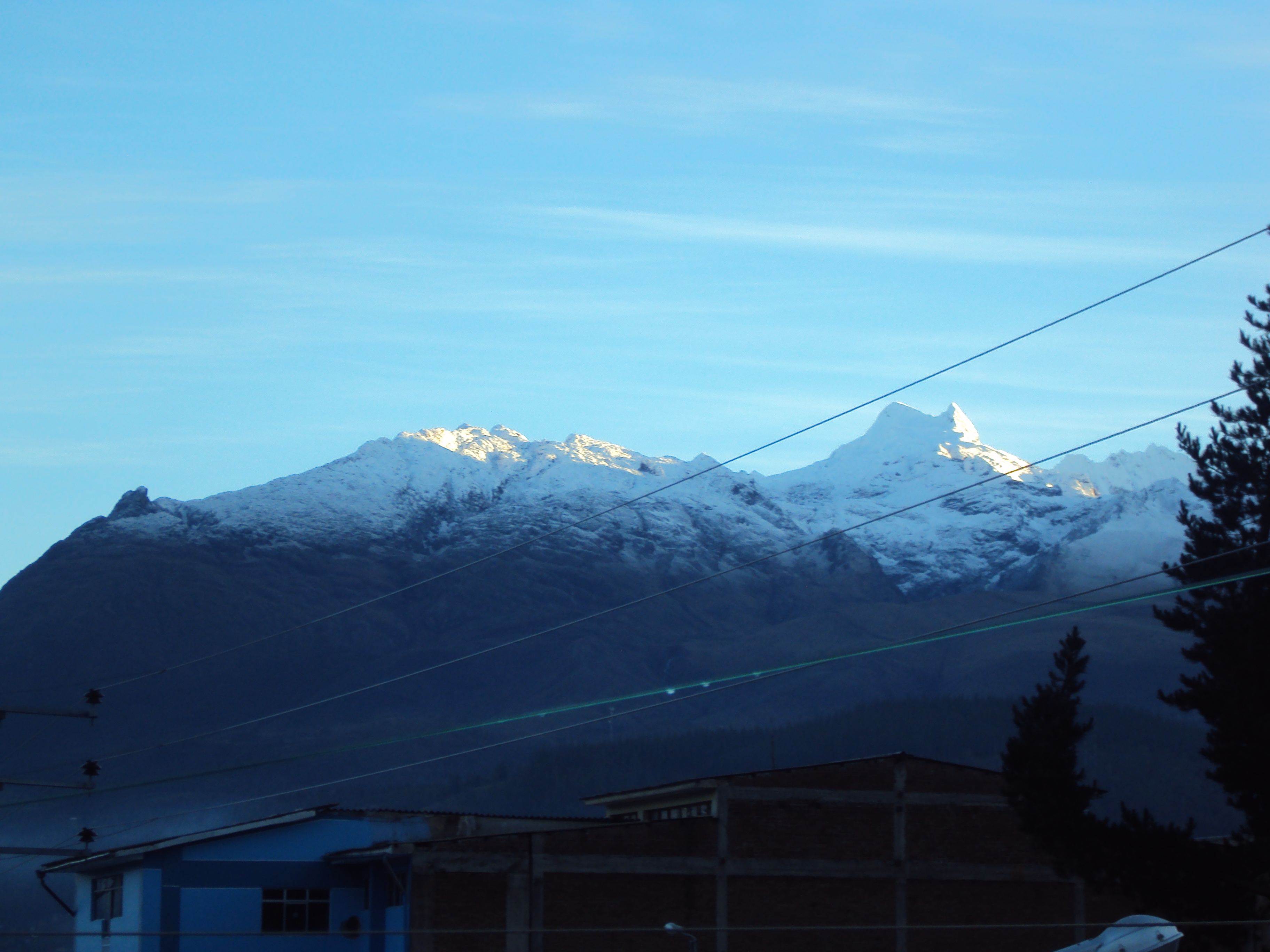
Cordillera Blanca de Huaraz.

- Museo Arqueológico de Áncash: En este museo existe una importante colección de piedras de la cultura Recuay, así como piezas de cerámica y textiles de las culturas pre-incas Chavín, Huaraz Blanco sobre Rojo, Mochica, Wari y Chimú. Este museo posee uno de los parques monolíticos más grandes de América.

- Santuario del Señor de la Soledad: Ubicado en la plazuela del Señor de la Soledad, reconstruido después del terremoto de 1970, guarda la imagen del Señor de la Soledad, patrono de la ciudad de Huaraz, cuya imagen data desde la fundación española de la ciudad, en el siglo XVI.

- Waullac: Ubicada a 2 kilómetros, al este de Huaraz, Waullac es un sitio arqueológico que data de la época pre-inca y pertenece al Periodo Wari (600 d. C). Se trataría de un lugar de uso funerario compuesto por cinco estructuras de piedra que asemejan pequeños nichos.

- Huilcahuaín: A 7 km al noreste de Huaraz. Es una muestra de la arquitectura Wari, que se desarrolló entre el Horizonte Medio (700 a. C. – 100 d. C). Los edificios presentan una red de galerías en su interior y fueron usadas como espacios para ofrendas.

- Calle José Olaya: calle que mantiene su estructura típica que no se destruyó durante el terremoto de 1970. Los días domingos se realiza un festival gastronómico.

#### Festividades

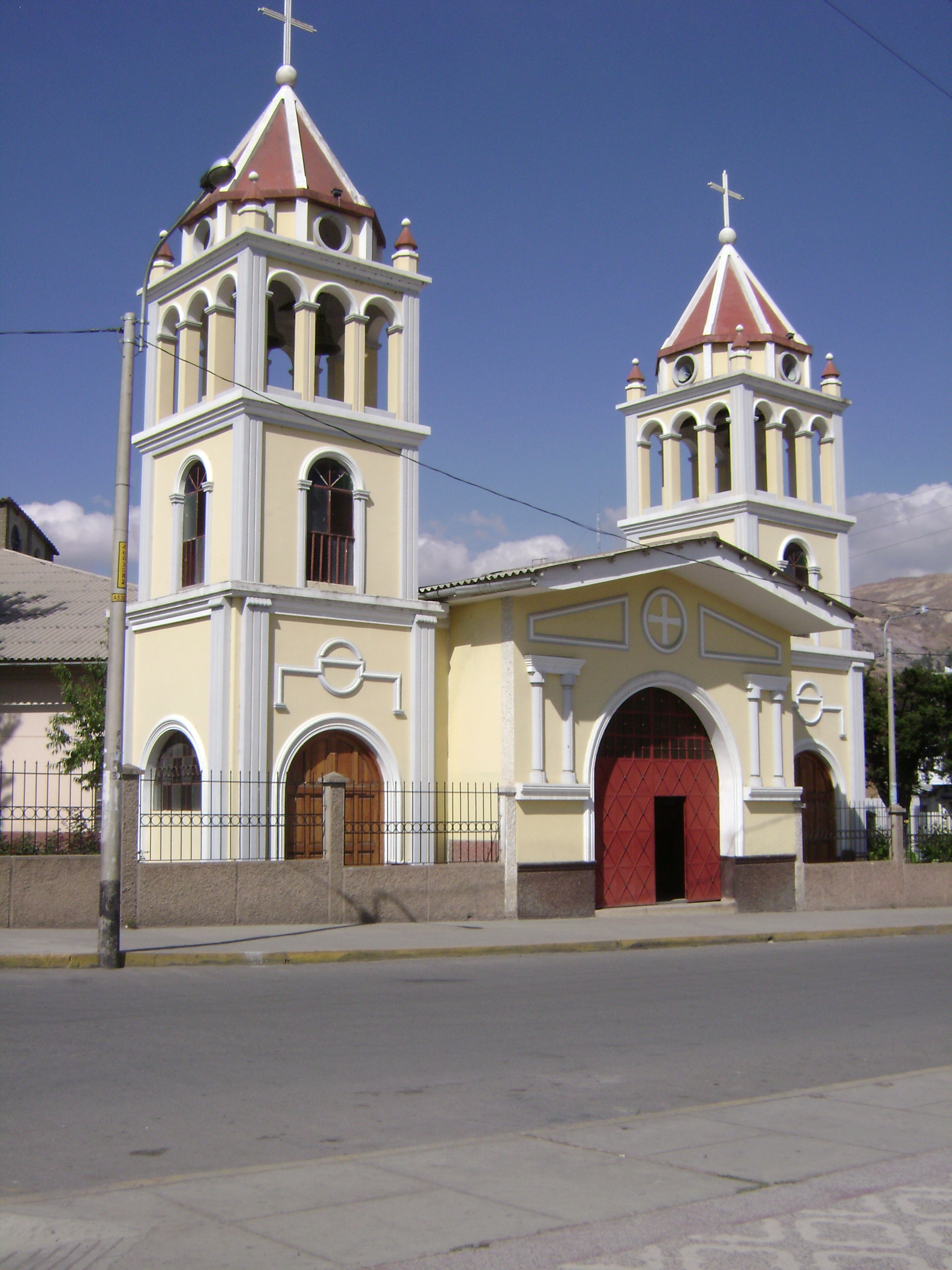
Iglesia de Belén de Huaraz.

Huaraz es una ciudad donde prima la fe católica cristiana, por ello, destacan las fiestas que se realizan durante la Semana Santa y el mes de mayo.
Las celebraciones religiosas que se hacen son:
- Semana Santa: Larga y pintoresca, a pesar de los aires modernizantes que ha dado Huarás, después de la reconstrucción de los estragos del sismo del 31 de mayo de 1970, los huarasinos han tornado su mirada hacia sus fibras ancestrales y a dar valor agregado a su cultura mestiza, sin marginar los matices andinos. Acuden a estas celebraciones, tropeles de creyentes y visitantes desde Lima, Trujillo, algunos del extranjero. La fisonomía semanasantera es andina. Hay una procesión larga, llevando Cristo crucificado a Kutiqenwa. Empieza con el Viernes de Dolores y concluye con Domingo de Pascua, cuando representan un fantoche andrajoso, una careta casi simiesca, que simula a un discípulo descarriado, concretamente a Judas. En Domingo de Ramos se realiza la procesión con palmas auténticas que traen de la selva de Monzón, por la carretera de penetración. Una multitud enfervorizada sigue al Señor de Ramos, quien reitera el enfervorizado ingreso de Jesús a Jerusalén, hecho mencionado en los libros iniciales del Nuevo Testamento. Algunos acompañantes usan indumentaria de los años preliminares de la Era Cristiana.[39]

- Virgen de Huata

- Virgen del Rosario

- Santo Domingo de Guzmán

- Señor de la Soledad

- San Francisco de Asís

- Señor de los Milagros.

- Navidad

- Virgen Belenita

- Semana del Andinismo: El Callejón de Huaylas es sede de la cordillera tropical más alta del mundo, comprendida dentro del parque nacional Huascarán, Patrimonio Natural de la Humanidad y núcleo de la Reserva de Biosfera Huascarán, una de las tres únicas reservas de biosfera en el Perú. Sus montañas han sido siempre uno de los destinos más visitados por deportistas extremos de todo el mundo.

Es en este contexto durante los 80 nace por iniciativa privada “La Semana del Andinismo”, captando en cada edición la atención del Perú entero y posicionando al Callejón de Huaylas como sede de deportes de aventura por excelencia. Top deportistas de diferentes países se daban cita en Áncash durante la Semana del Andinismo para competir en las disciplinas de escalada en roca, escalada en palestra, bicicleta de montaña, parapente, ala delta, esquí, snowboarding, puenting y canotaje.
La Semana del Andinismo es una semana en la que se alternan diferentes eventos culturales, ecológicos y de deportes de aventura, donde el visitante puede disfrutar de la montaña, el deporte y la rica cultura de la región a la vez que aprender sobre nuestro rol en conservar los recursos que poseemos.

#### Gastronomía

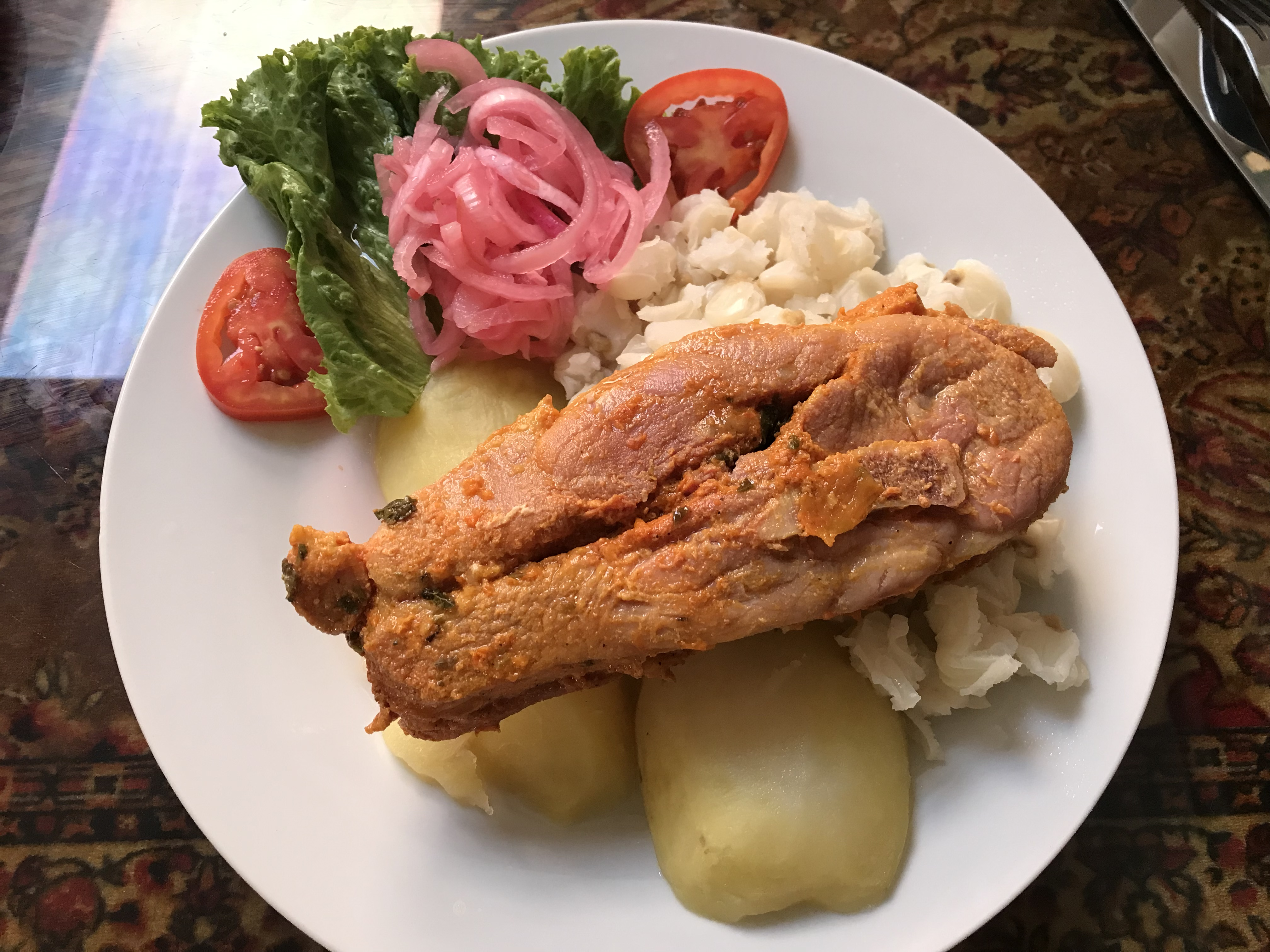
Plato de jamón huaracino con papa, mote y ensalada

La gastronomía huaracina es una de las más reconocidas de la cocina andina, entre sus platos más representativos se encuentra el picante de cuy, la llunca con gallina, cuchicanca o cerdo asado, charqui de chancho o res, chicharrones, trucha frita, tamales, humitas, la pachamanca, pecan caldo (caldo de cabeza en quechua), caldo de patasca, ceviche de chocho o tarwi, el puchero que puede ser con carne de res o jamón cocida con coles, entre los postres destacan el api de calabaza (mazamorra de calabaza en quechua) y como bebidas la Chicha de jora, entre otras.
Mención aparte merece el jamón huaracino, una variedad de jamón serrano o del país, que consiste en un pernil de cerdo macerado y aliñado con sal, se sirve con ensalada.

### Patrimonio natural

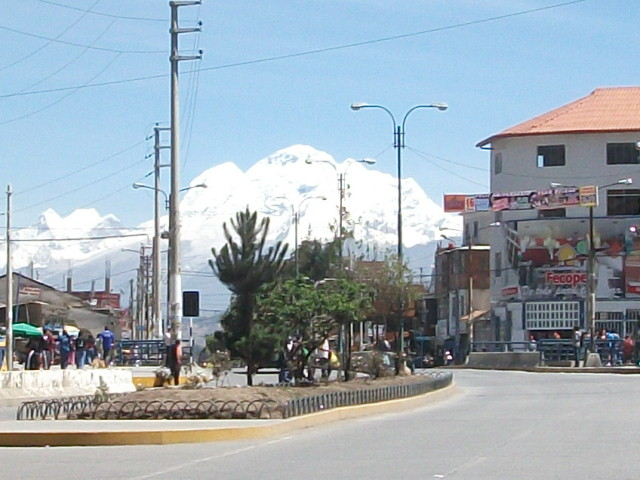
Nevado Huascarán visto desde el puente del río Quilcay en Huaraz.

- Parque nacional Huascarán: se encuentra en la Cordillera Blanca, en la sierra central del Perú, en las partes altas del Callejón de Huaylas y de la Sierra Oriental de Áncash de la región de mismo nombre.

- Baños termales de Monterrey: A 7 km de Huaraz, cuenta con piscinas y pozas individuales, sus aguas subterráneas de origen volcánico tienen propiedades medicinales.

- Laguna Churup: A 28 kilómetros al este de Huaraz, forma parte del parque nacional Huascarán, la laguna está rodeada de bosques de quenuales, quisuares e ichu. Se pueden observar especies propias de la fauna andina. Así como también los nevados de la Cordillera Blanca.
- Laguna Willkacocha: Por su ubicación constituye un mirador excepcional de la Cordillera Blanca desde la Cordillera Negra. Desde el puente de Santa Cruz a unos kilómetros al sur de Huaraz y atravesando el centro poblado del mismo nombre, se puede llegar caminando 3 km.[40]
- Mirador de Rataquenua: Es un punto elevado al sureste de la ciudad desde el cual se cuenta con una vista estratégica de la ciudad y varios nevados de la Cordillera Blanca.

#### Parques, áreas verdes y zonas recreativas

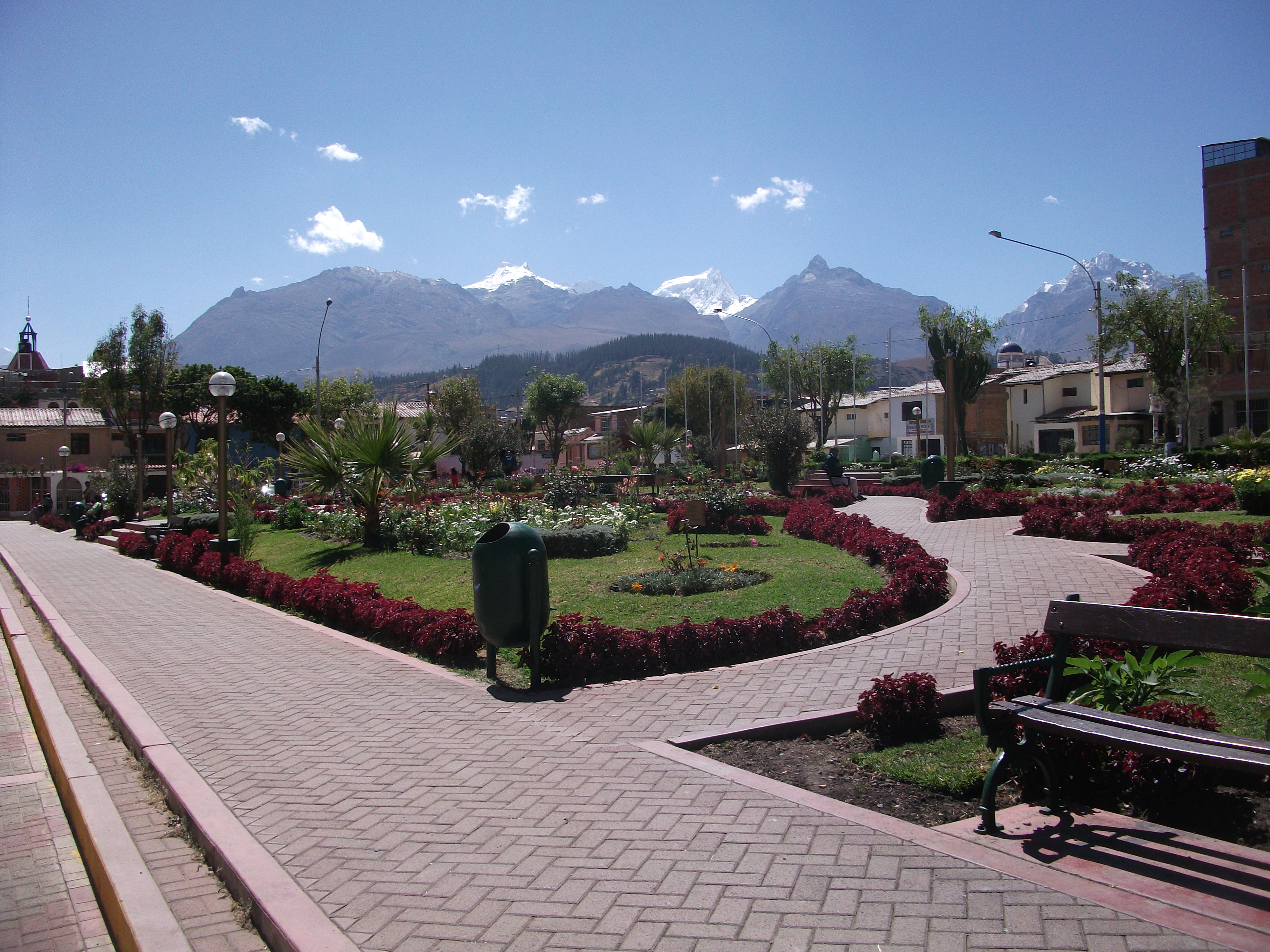
Parque de la Amistad Internacional.

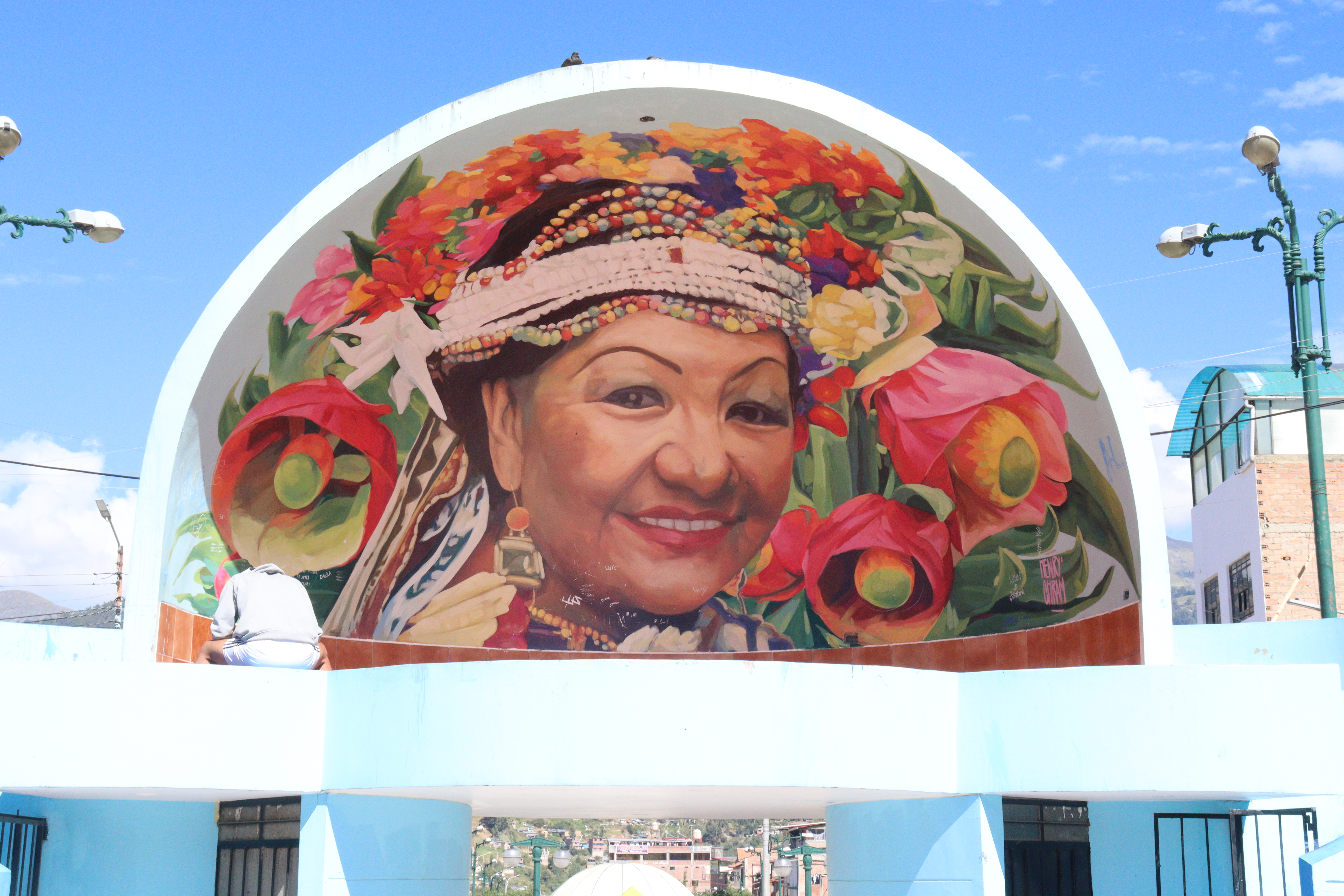
Mural de la Pastorita Huaracina, en el bulevar que lleva su nombre

- Plaza Mayor de Huaraz. Es el sitio fundacional de la ciudad, se trata del principal espacio público de la provincia, así como el punto de encuentro donde converge gran parte de la población. Ha tenido diversas remodelaciones, la última tuvo lugar en el año 2008 emulando las mismas características de la antigua plaza anterior al terremoto de 1970. Se encuentra rodeada por los edificios de la Corte superior de Justicia de Áncash al norte, al oeste el Ministerio de Cultura y la Municipalidad Provincial de Huaraz, que además están flanqueados por portales, al lado este se ubica la Catedral de Huaraz y el Sagrario San Sebastián.

- Plazuela de Belén. Este parque se ubica en el barrio del mismo nombre; se encuentra al frente de la Parroquia de Nuestra Señora de Belén, es el punto de encuentro por excelencia de la juventud huaracina, sobre todo en los fines de semana.

- Parque de la Amistad Internacional. Conocido popularmente como "El parque de los pollos", es uno de los parques más nuevos de la ciudad, adornado con las banderas de todos los países, en días despejados es posible observar los nevados de la Cordillera Blanca.

- Parque FAP. Ubicado en el Barrio de la Soledad, se construyó después del terremoto de 1970, en honor a la labor desarrollada por la Fuerza Aérea del Perú quienes dieron su apoyo a los damnificados. Este parque se encuentra cubierto de pinos y cipreses.

- Alameda Grau. Flanqueada por frondosos robles, se encuentra en el barrio de San Francisco, es una vía que comunica este barrio con el centro de la ciudad, al lado derecho de la alameda se ubica el Colegio Nacional de La Libertad, y la Iglesia del Espíritu Santo. Dicha alameda se extiende de oeste a este, entre la avenida Gamarra y el Cerro Pumacayan.

- Parque Santa Rosa. Ubicada en el barrio de Huarupampa, al frente de este parque se ubica el Obispado de Huaraz, en medio de una urbanización de clase media.
- Bulevar Pastorita Huaracina. Ubicado en el distrito de Independencia, al lado del río Quillcay. Se realizan diferentes tipos de ferias a lo largo del bulevar.[41]

## Cultura y vida contemporánea

### Infraestructura cultural

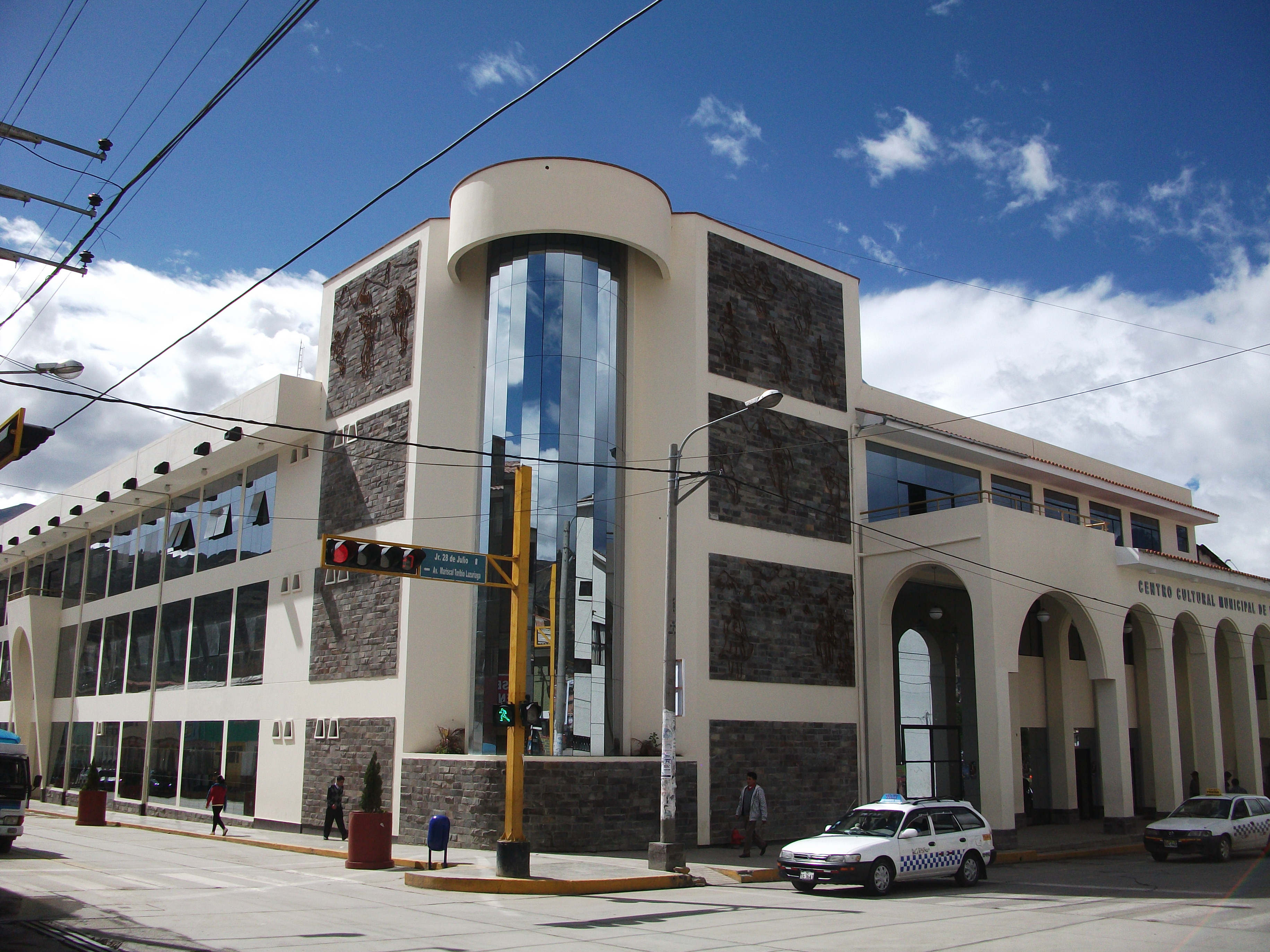
Centro Cultural y Teatro Municipal de Huaraz.

Huaraz cuenta con varios equipamientos culturales, entre los que destacan la biblioteca pública municipal, ubicada en el centro de la ciudad, y el Centro Cultural y Teatro Municipal de Huaraz; en este recinto se realizan diversas actividades culturales como teatro, recitales de piano, ballet, zarzuela, ópera, exposiciones y proyecciones de películas de estreno durante los fines de semana.
Por otra parte, en Huaraz existe el Museo Arqueológico de Áncash, el cual es además la sede de la Dirección Regional de Cultura, del Ministerio de Cultura en Áncash. Se ubica en la Plaza Mayor.

### Literatura
Huaraz es una ciudad rica en contenidos literarios escritos a lo largo de su historia republicana, en especial por ser escenario de diversas historias, leyendas en gran parte recopiladas por la reconocida educadora Violeta Ardiles Poma y el notable catedrático huaracino Marcos Yauri Montero y que además forman parte de la mitología del callejón de Huaylas. Muchas de sus leyendas tratan de seres imaginarios en el mundo andino, con especial énfasis en narrar la historia de creación de las ciudades y pueblos del Callejón de Huaylas, así como la formación de las montañas, lagos, ríos y nevados. Es muy conocida la historia de "Wandoy y Huáscar" en la que se narra como se formó la Cordillera Blanca, entre muchas otras.

### Cine y teatro
Desde mediados del siglo XX, Huaraz fue una ciudad cinéfila. En ese sentido durante varios años se pudo destacar la existencia del Cine radio Huascarán, ubicado en el centro de la ciudad y el cine Áncash que posteriormente paso a llamarse Cine Soraya, los cuales fueron escenarios de proyección de películas del panorama cinematográfico de esas épocas y que suponía la principal atracción y ocio de los jóvenes huaracinos. Sin embargo a fines de la década de los 90, mala administración y el posterior desuso de sus recintos, ocasionaron el cierre definitivo de ambos cines. Hoy en día el cine radio Huascarán, es solo sede de la radiodifusora del mismo nombre, mientras que el local del cine Áncash pasó a ser ocupado por una entidad pública como es la Superintendencia Nacional de los Registros Públicos (SUNARP). Sin embargo con la inauguración del Centro Cultural, se empezaron a proyectar diversas películas de estreno, lo cual ha vuelto a captar la atención de los jóvenes huaracinos por el cine. Por el momento en la ciudad no se ha instalado una empresa especializada de multicines.
Huaraz fue sede del Festival Internacional de Cine de Montaña y Ambiental INKAFEST desde el 2005 al 2013, con el fin de promover la conservación del ecosistema andino. Dicho festival presentaba documentales, de metrajes variados entre 5 y 81 minutos, en temas que abarcan desde el montañismo y la escalada hasta otros deportes de aventura como el paracaidismo desde saltos base, sin olvidar otras producciones que narran el estilo ancestral de la vida y la cultura andina.
Desde el año 2021 se lleva a cabo el Festival de Cine de Áncash.

### Ocio y vida nocturna
La vida nocturna en la ciudad de Huaraz siempre fue intensa. En los últimos años se ha desarrollado en la ciudad una variada oferta de discotecas, pubs, y restaurantes en los cuales uno puede degustar desde la comida regional o criolla hasta la cocina novoandina e internacional.
El centro de la ciudad, desde el inicio del auge del turismo, ha sido la zona preferida por los turistas así como la población joven, en cuanto a esparcimiento y diversión, aunque desde sus inicios esta zona fue muy criticada, por no haberse planificado adecuadamente sin ningún tipo de lineamiento, y a pesar de que el debate continúe hasta la actualidad, hoy esta zona se ha consolidado en un ambiente cosmopolita, a través de la presencia de restaurantes, pubs, discotecas así como tiendas de recuerdos y artesanías, en los contornos del Parque Ginebra y el Parque del Periodista. La zona además se ha convertido en una especie de “barrio hippie”.
En la última década se ha consolidado la zona de Barranquito (en alusión al distrito limeño), la cual está ubicada en el centro de la ciudad, entre la avenida Gamarra y los jirones Simón Bolívar y Julián de Morales; esta zona destaca por la presencia de un gran número de discotecas y pubs, destacando discotecas como El Tambo y Makondos. Los fines de semana, esta zona suele tener un mayor movimiento, en temporada alta de turismo entre los meses de junio y agosto, el movimiento alcanza su máxima expresión.
Otra zona que también se ha consolidado en los últimos años es Belén, a lo largo de la avenida Luzuriaga y últimamente en el jirón San Martín; la oferta gastronómica ha aumentado por la presencia de un gran número de restaurantes, pizzerías y pubs, que se caracterizan por tener un estilo andino y chill-out, así como otros tipos de oferta comercial como supermercados, boutiques, hoteles, etc. La zona suele tener en épocas de mayor movimiento turístico un ambiente cosmopolita, similar a otras ciudades grandes del Perú.

### Instituciones culturales y académicas
- Universidad Nacional Antúnez de Mayolo, que forma profesionales desde 1976, rector fundador: César Carranza Saravia.
- El histórico Colegio Nacional "La Libertad", fundado por el presidente La Mar, en 1828. Se ha propuesto para que sea un COAR, Colegio de Alto Rendimiento.
- Dirección Regional descentralizada de Áncash.
- Academia de la Lengua Quechua, Región Áncash.
- Asociación de Escritores y Poetas de Áncash, fundada el 20 de enero de 1985.[45]
- Instituto Nacional de Investigación en Glaciares y Ecosistemas de Montaña, fundado el 15 de julio de 2015. Permite la investigación científica y tecnológica de los glaciares y los ecosistemas de montaña del Perú.

## Deportes

Estadio Rosas Pampa de Huaraz.

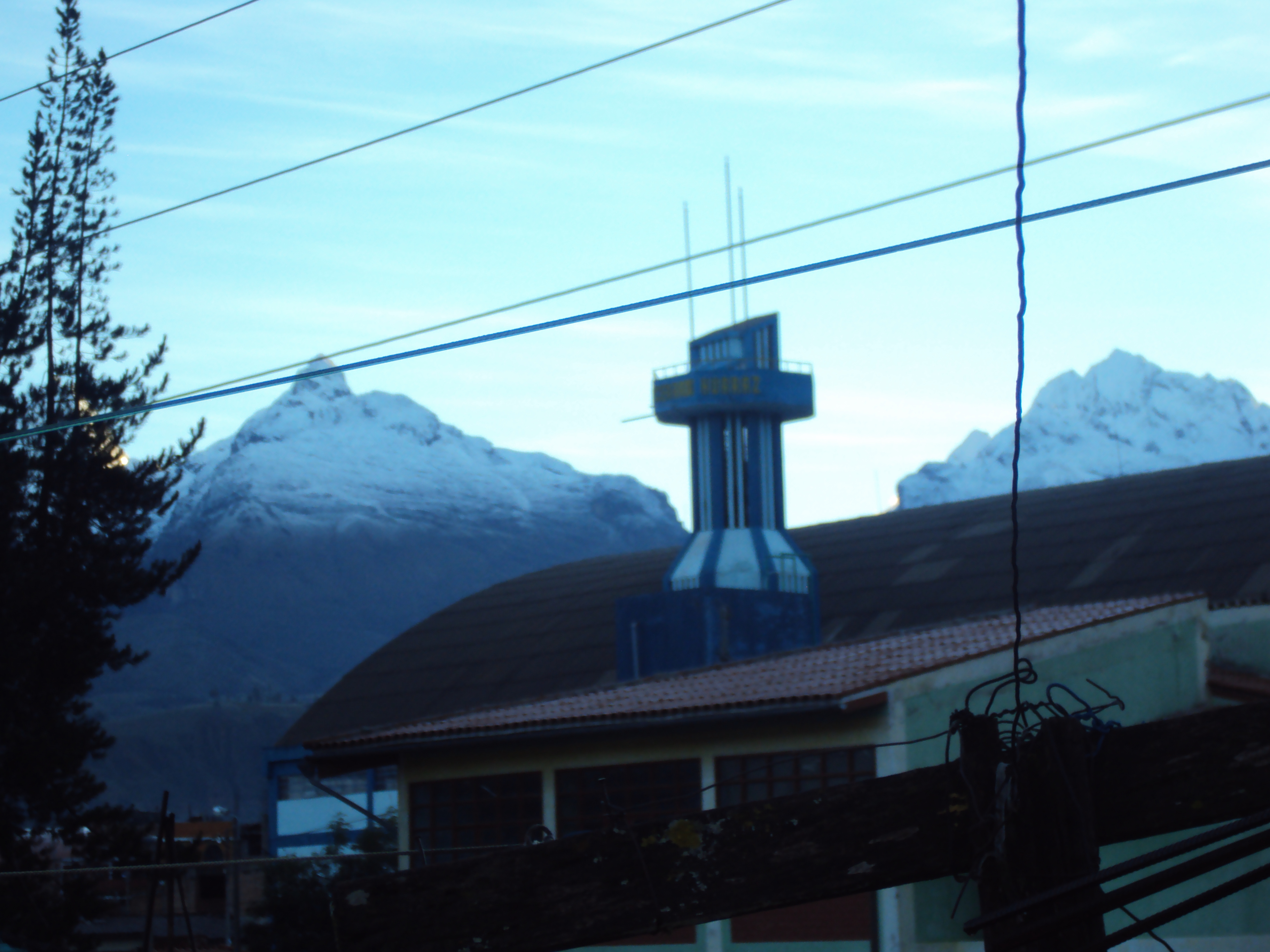
Coliseo Cerrado de Huaraz.

### Fútbol
El fútbol es uno de los deportes con mayor acogida en la ciudad de Huaraz. Su práctica siempre ha sido generalizada desde hace varias décadas, más aún con el ascenso a la primera división de Sport Áncash en 2004, fue el único equipo huaracino en jugar en el fútbol profesional hasta el 2013 cuando descendió a la Copa Perú. También es destacable la actuación del Sport Rosario que llegó hasta la etapa regional de la Copa Perú en el 2007, repitiendo la misma actuación en el 2016, logrando el ascenso a la Primera División del Fútbol Peruano, y luego descendiendo a Segunda División en 2018. Además, a partir del 2025 empezó a destacar el fútbol femenino con el ascenso del club Real Áncash a la Liga Femenina. Dentro de la ciudad existen esparcidas canchas y lozas especializadas para la práctica de este deporte.
| Clubes de Fútbol |                      |             |           |
| Equipo           | Fundación            | Estadio     | Liga      |
| Deportivo Belén  | 28 de enero de 1938  | Rosas Pampa | Copa Perú |
| Sport Rosario    | 4 de octubre de 1965 | Rosas Pampa | Copa Perú |
| Sport Áncash     | 22 de abril de 1967  | Rosas Pampa | Copa Perú |

### Otros deportes
El voleibol, que es el segundo deporte más popular de la ciudad, sobre todo en el público femenino. También destacan el baloncesto y el tenis.
Debido al auge turístico que se vive en la ciudad desde hace décadas, los deportes de aventura tienen mucha popularidad tanto entre los jóvenes huaracinos como en turistas nacionales y extranjeros. Destacan, la práctica del parapente, ala delta, montañismo, escalada en roca y en palestra, canotaje, bicicleta de montaña, motocross, rápel y puenting. Aparte de la práctica de montañismo en glaciares, también se practican deportes de invierno como el esquí, el snowboard, sobre todo en el Nevado Pastoruri y otros nevados de fácil ascenso. En los alrededores de la ciudad hay recintos para la práctica de escalada en roca como en el rocódromo de Monterrey, además de las visitas a los miradores naturales de la ciudad.

### Instalaciones deportivas
El escenario más importante para la práctica del fútbol es el estadio Rosas Pampa, con una capacidad de 20 000 espectadores. La ciudad también dispone del Coliseo Cerrado, especialmente diseñado para la práctica del baloncesto y el voleibol, así como diferentes actividades culturales. Otros recintos como el Lawn Tennis que está siendo remodelado, para la práctica de este deporte. Así como diferentes canchas y lozas deportivas esparcidas en cada barrio de la ciudad.

## Ciudad hermanada
- Cajamarca